# Volby prezidenta USA 2016
Volby prezidenta USA v roce 2016 se konaly v úterý 8. listopadu 2016, jakožto 58. nepřímé volby prezidenta Spojených států v pořadí. Občané svými hlasy vybrali volitele kandidátů, kteří pak jako sbor volitelů zvolili prezidenta a viceprezidenta. Rozhodující většinu hlasů volitelů, a to 306, získal republikán Donald Trump, čímž porazil kandidátku Demokratické strany Hillary Clintonovou, pro kterou hlasovalo 232 volitelů. Donald Trump se stal prezidentem 20. ledna 2017, kdy nahradil Baracka Obamu, jemuž třetí kandidaturu neumožňuje XXII. dodatek Ústavy, jenž stanovuje, že každý prezident může být zvolen na nejvýše dvě volební období.
Donald Trump byl 19. prosince 2016 zvolen v pořadí 45. prezidentem Spojených států amerických a Mike Pence 48. viceprezidentem. Jejich demokratičtí protikandidáti Hillary Clintonová a kandidát na viceprezidenta Tim Kaine nezískali většinu hlasů volitelů, ale dostali o 2 868 691 více hlasů voličů (rozdíl 2,1 %). Došlo tak již popáté v historii k situaci, kdy se vítězem voleb stal kandidát, který nevyhrál nejvíce hlasů v lidovém hlasování (1824, 1876, 1888, 2000 a 2016).
Při hlasování sboru volitelů hlasovalo deset volitelů pro jiného kandidáta než přislíbili dle výsledků voleb z 8. listopadu. Tři z těchto hlasů byly zneplatněny na základě zákonů v domovských státech rozdílně hlasujících volitelů a hlas byl následně připsán kandidátu jemuž byl původně přislíben. Ze zbytku hlasů ztratil republikánský kandidát Donald Trump dva hlasy (po jednom hlasu pro republikány Johna Kasiche a Rona Paula) a kandidátka Demokratů Hillary Clintonová ztratila hlasů pět (tři hlasy získal Colin Powell, po jednom hlasu Bernie Sanders a Faith Spotted Eagle).

## Harmonogram voleb
- únor až červenec 2016 – primárky

V primárkách byli vybíráni kandidáti na úřad prezidenta v rámci jednotlivých stran. První demokratické a republikánské shromáždění se uskutečnila 1. února 2016 v Iowě, první primárky pak 9. února v New Hampshire.
- duben až srpen 2016 – konventy

Po skončení primárek zvolili straničtí delegáti prezidentského kandidáta na tzv. konventu, a to dle výsledků voleb v jednotlivých státech Unie a vnitřních pravidel každé ze stran.
- září a říjen 2016 – debaty

Celkem se uskutečnily tři oficiální debaty prezidentských kandidátů a jedna diskuse viceprezidentských kandidátů.
- 8. listopadu 2016 – volební den

Volebním dnem (Election Day) je vždy první úterý po prvním pondělí v listopadu prezidentského volebního roku. Občané v unijních státech a kolumbijském distriktu oficiálně hlasují pro volitele kandidátů.
- 19. prosince 2016 – vyhodnocení hlasů volitelů

Volitelé vybraní občany během listopadové volby se scházejí v první pondělí po druhé prosincové středě v hlavním městě unijního státu, aby příslušnému kandidátu odevzdali hlasy. Vítězným kandidátem se v každém státu stává ten, jenž od volitelů obdrží nejvyšší počet hlasů. Volitelé se při své volbě řídí hlasováním občanů, ačkoli v některých státech nejsou jejich preferencí ze zákona vázáni.
Vítěznému kandidátu jsou pak v daném státě připsány všechny hlasy volitelů, kterými stát disponuje. Jedná se o většinový volební systém („vítěz bere vše“). Výjimku tvoří Nebraska a Maine, kde takový výsledek nemusí automaticky nastat v důsledku odlišné metody přerozdělování hlasů. Následně jsou do Washingtonu, D.C. odeslány oddělené lístky se jmény kandidáta na úřad prezidenta a na úřad viceprezidenta (proceduru volby upravuje XII. dodatek Ústavy).
- 6. ledna 2017 – sečtení hlasů volitelů v Kongresu

Dne 6. ledna, v roce po setkání volitelů ve státech, se uskutečňuje společná schůze obou komor Kongresu. Předseda Senátu ex officio, tj. viceprezident, předčítá došlé hlasy volitelů z unijních států. Kandidát, jenž dosáhne většiny, tj. získá alespoň 270 z celkových 538 volitelů, se stává prezidentem.
Sbor volitelů, jenž se fyzicky neschází (ale hlasy zasílá), čítá 538 členů. Z toho 435 volitelů odpovídá mandátům Sněmovny reprezentantů a 3 volitelé jsou delegováni za District of Columbia (podle XXIII. dodatku Ústavy má distrikt právo na nejnižší počet volitelů vyskytující se v unijním státu). Dalších 100 volitelů odpovídá mandátům Senátu, z toho vždy 2 na jeden stát.
- 20. ledna 2017 – inaugurace

Zvolený prezident a viceprezident složí přísahu. Dle tradice by tak měli učinit do rukou předsedy Nejvyššího soudu.

## Kandidáti

### Republikánská strana
Na clevelandském nominačním sjezdu konaném 18.–21. července 2016 v Quicken Loans Arena byl za prezidentského kandidáta vybrán Donald Trump a na úřad viceprezidenta potvrzen Mike Pence. Cleveland hostil republikánskou konvenci potřetí v historii a poprvé od roku 1936. Kvórum k zisku nominace z 2 472 přítomných delegátů činilo 1 237 hlasů.

#### Nominanti
| Nominanti Republikánské strany               |                                  |
| Donald Trump                                 | Mike Pence                       |
| na prezidenta                                | na viceprezidenta                |
|                                              |                                  |
| Předseda The Trump Organization (1971–2017') | 50. guvernér Indiany (2013–2017) |
|                                              |                                  |

#### Kandidáti
Mezi významnými kandidáty, kteří oznámili kandidaturu byli:
- Mark Everson, bývalý komisař finanční správy a prezident Červeného kříže Spojených států z Mississippi[11][12][13]
- Jack Fellure, bývalý inženýr ze Západní Virginie; v roce 2012 kandidoval za Prohibition Party[14]
- Andy Martin, přívrženec konspirační teorie Obamova narození, kandidát z New Yorku, opakovaně se uchází o úřad[15][16]
- Jimmy McMillan, kandidát z New Yorku, opakovaně se uchází o úřad[17]

#### Odstoupení v průběhu kampaně
- Rick Perry, 47. guvernér Texasu (2000–2015), odstoupil 11. září 2015[18]
- Scott Walker, 45. guvernér Wisconsinu (2011–úřadující), odstoupil 21. září 2015[19]
- Bobby Jindal, 55. guvernér Louisiany (2008–úřadující), odstoupil 17. listopadu 2015[20]
- Lindsey Graham, americký senátor za Jižní Karolínu, odstoupil 21. prosince 2015 (2003–úřadující)[21][22]
- George Pataki, bývalý guvernér New Yorku odstoupil 30. prosince 2015[23]
- Mike Huckabee, 44. guvernér Arkansasu (1996–2007); odstoupil 1. února 2016
- Rand Paul, americký senátor za Kentucky (2011–úřadující), odstoupil 3. února 2016
- Rick Santorum, americký senátor za Pensylvánii (1995–2007), odstoupil 3. února 2016
- Chris Christie, 55. guvernér New Jersey (2010–úřadující), odstoupil 10. února 2016[24]
- Carly Fiorinová, CEO Hewlett-Packardu, odstoupila 10. února 2016.[24]
- Jim Gilmore, 68. guvernér Virginie (1998–2002), odstoupil 12. února 2016.
- Jeb Bush, 43. guvernér Floridy (1999–2007), odstoupil 21. února 2016.[25]
- Ben Carson, ředitel dětské neurochirurgie v Johns Hopkins Hospital v Baltimore (1984–2013), odstoupil 5. března 2016.[26]
- Marco Rubio, americký senátor za Floridu (2011–úřadující), , odstoupil 15. března 2016.[27]
- Ted Cruz, americký senátor za Texas (2013–úřadující), odstoupil 3. května 2016[28]
- John Kasich, 69. guvernér Ohia (2011–úřadující), odstoupil 4. května 2016[29]

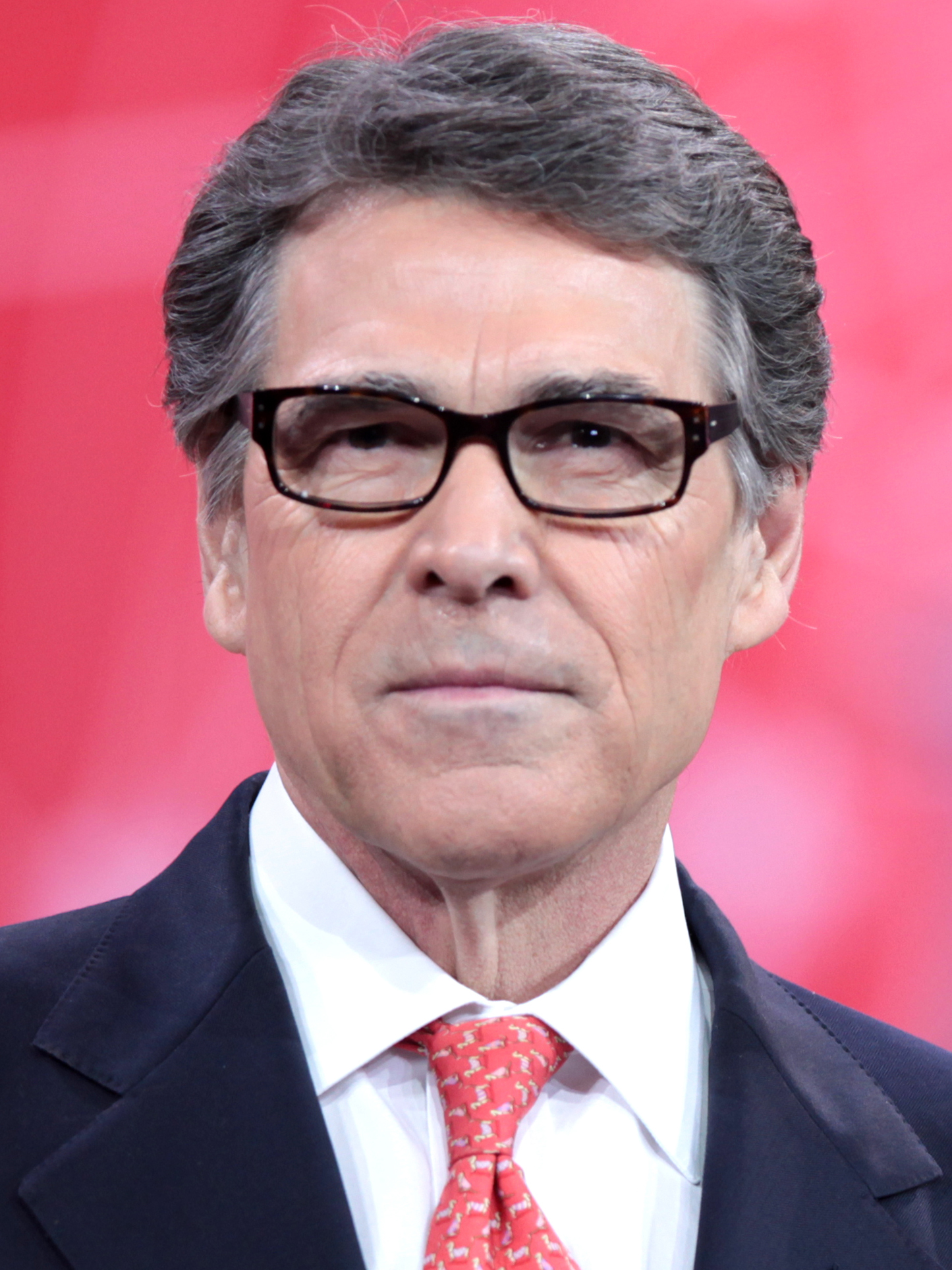
Rick Perry
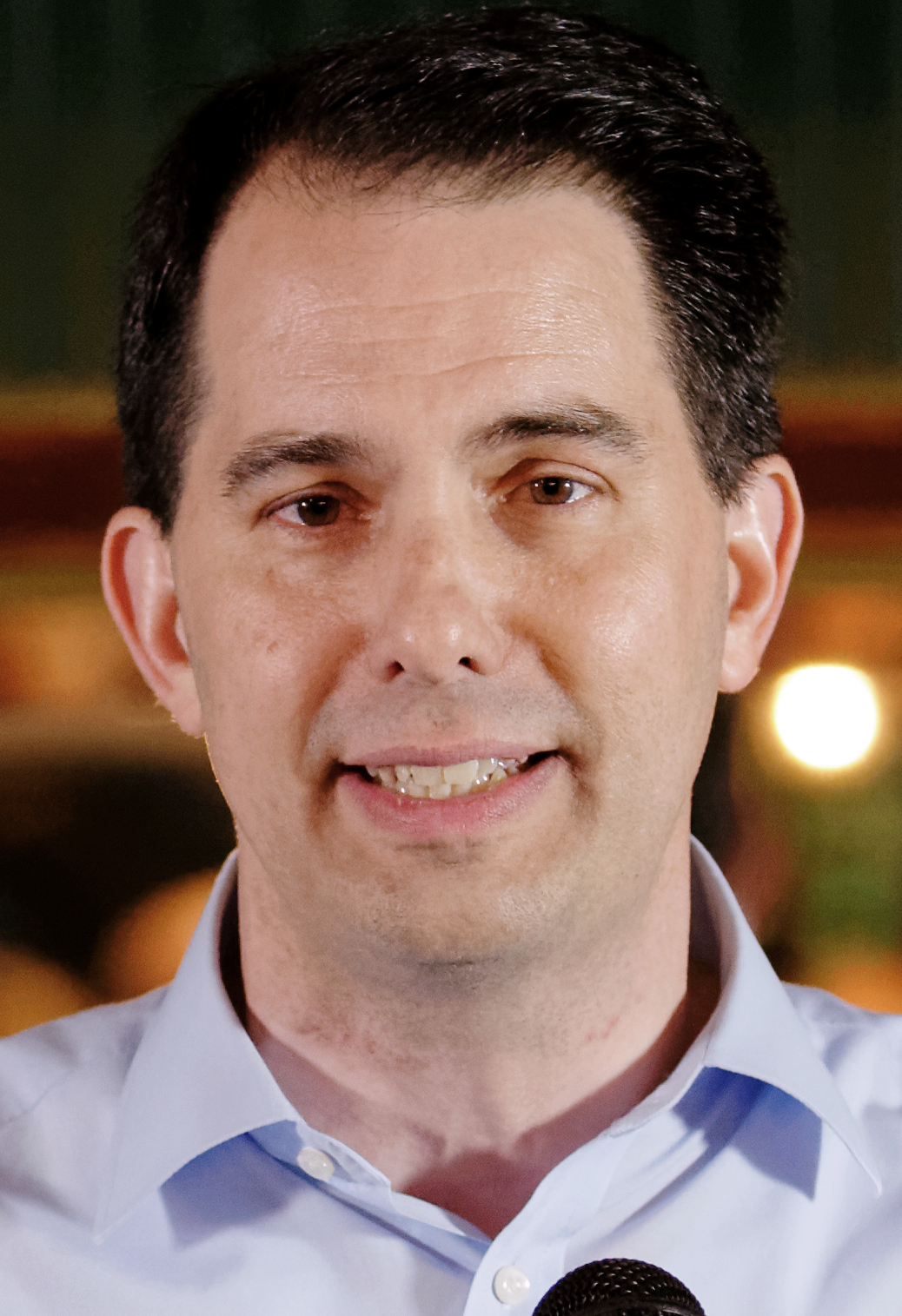
Scott Walker
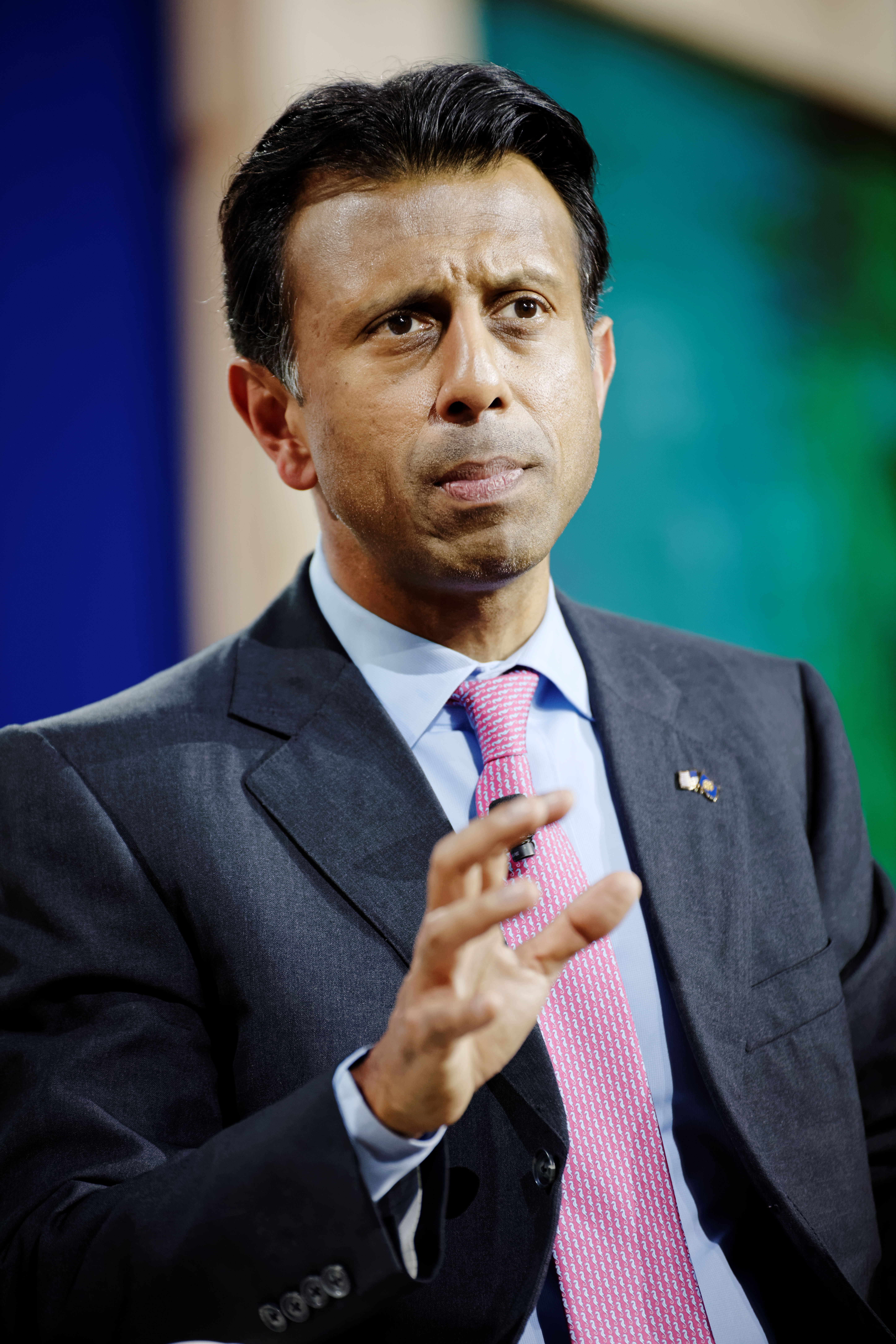
Bobby Jindal
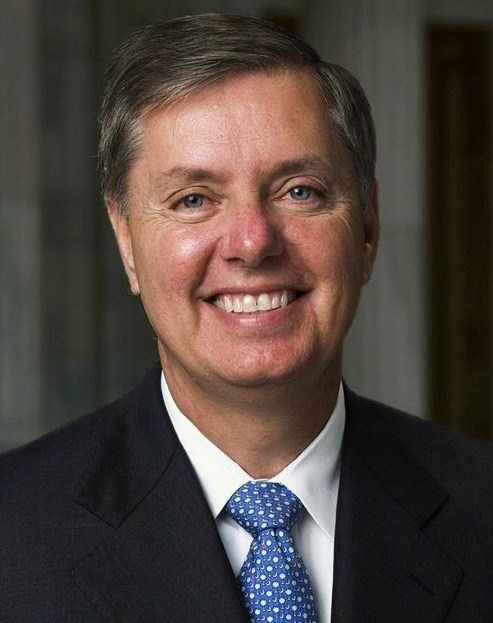
Lindsey Graham
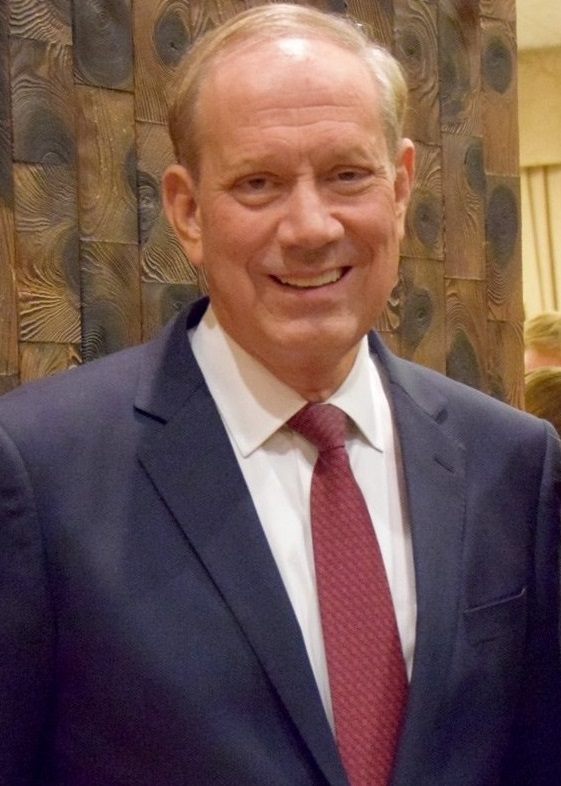
George Pataki
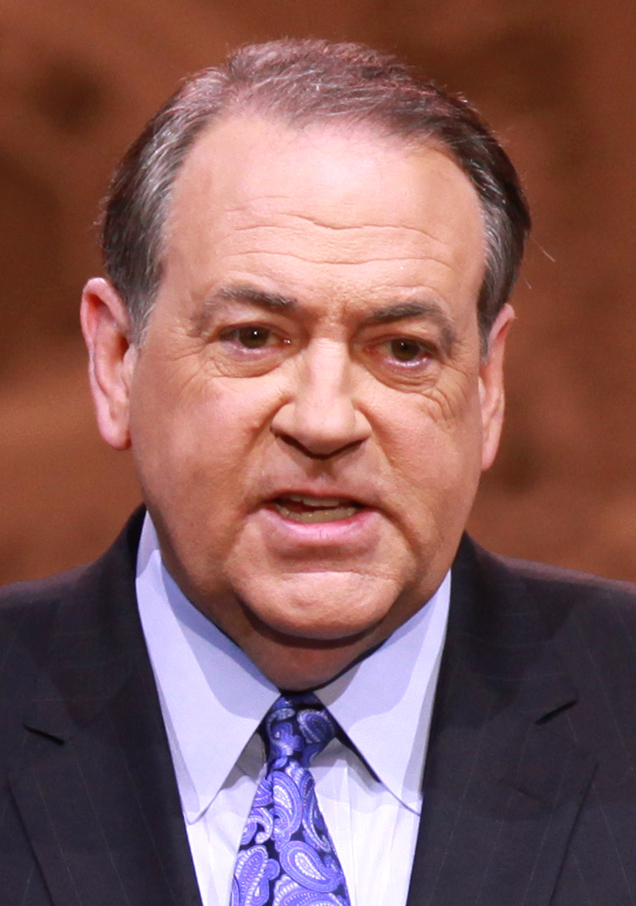
Mike Huckabee
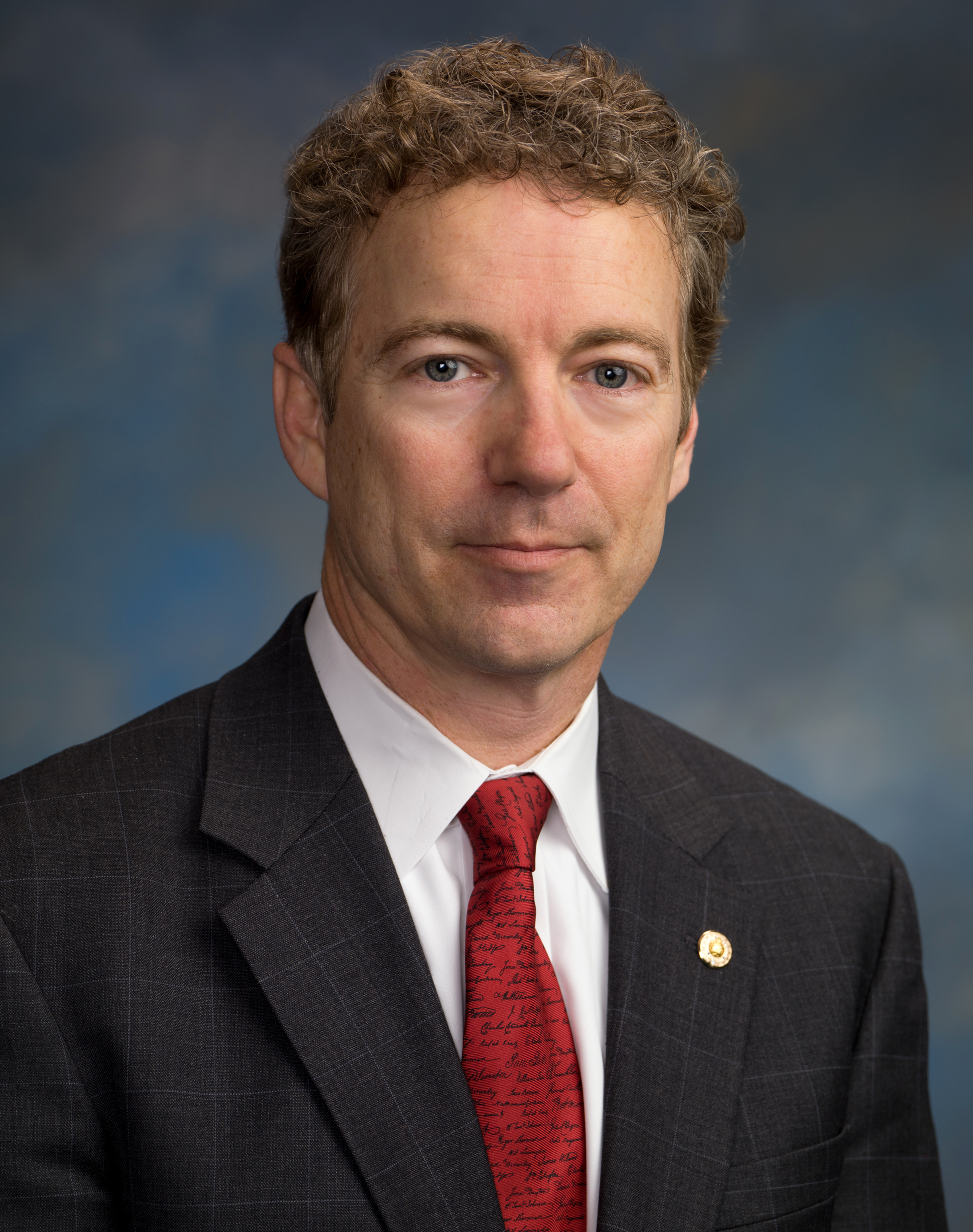
Rand Paul
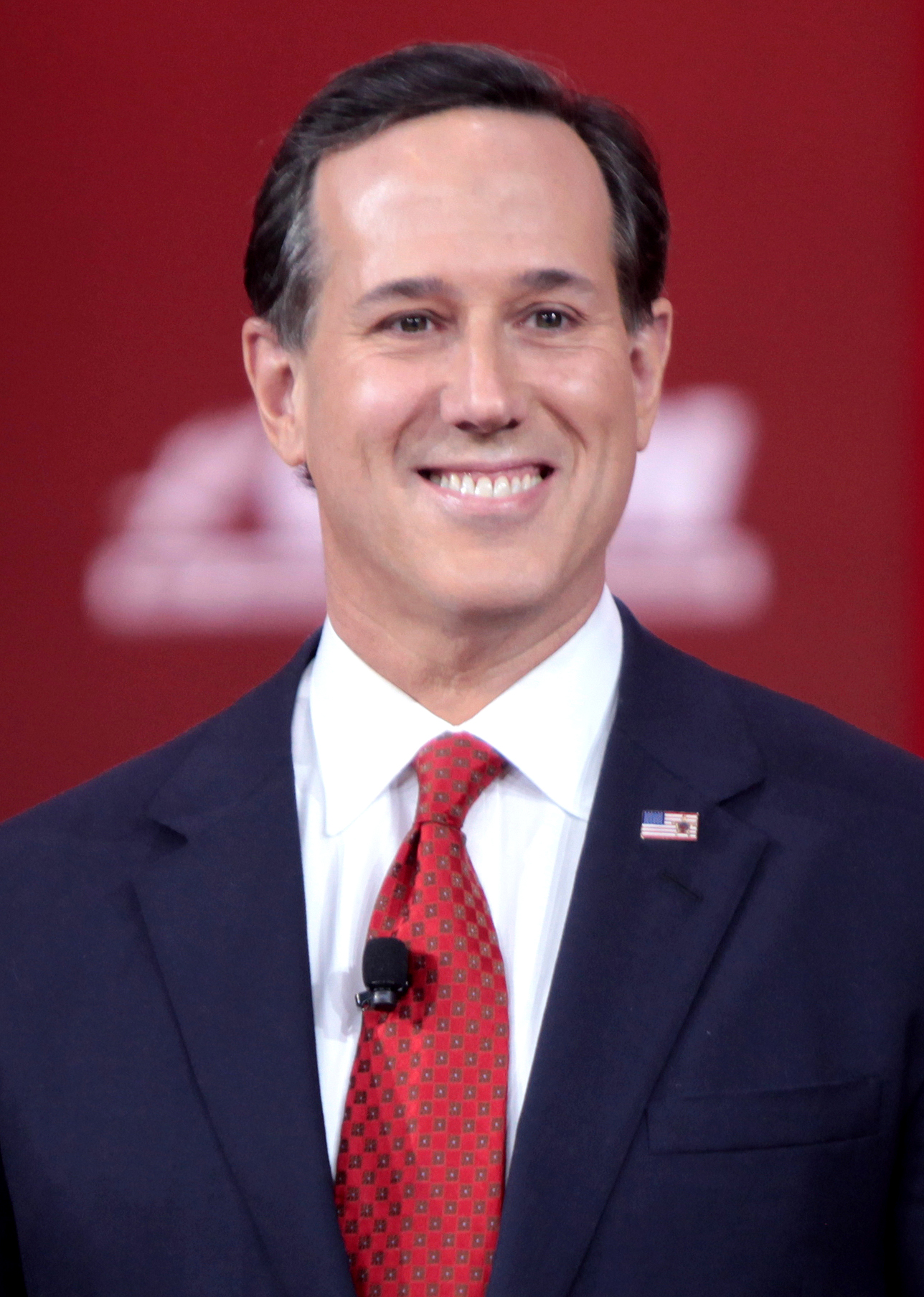
Rick Santorum
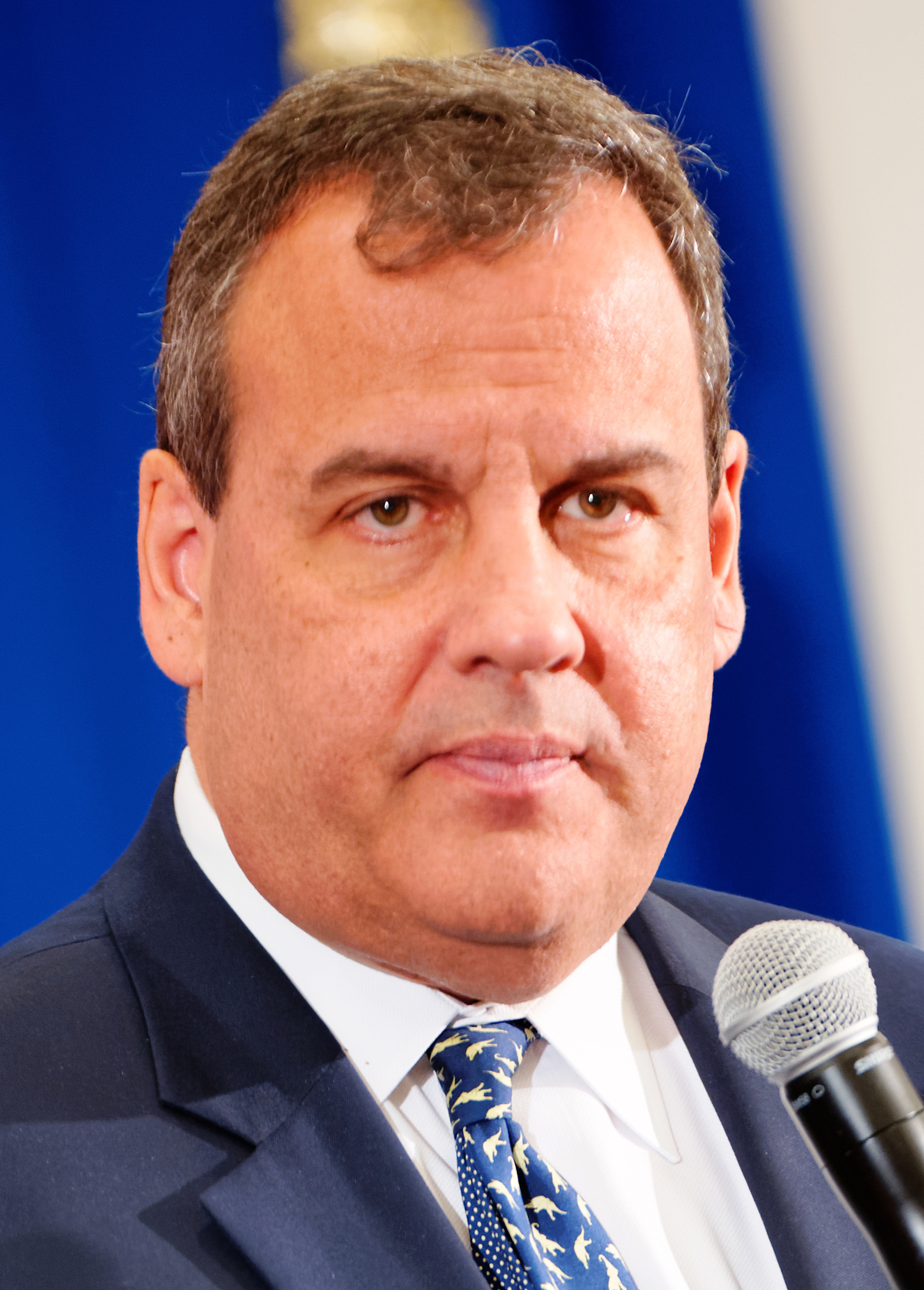
Chris Christie
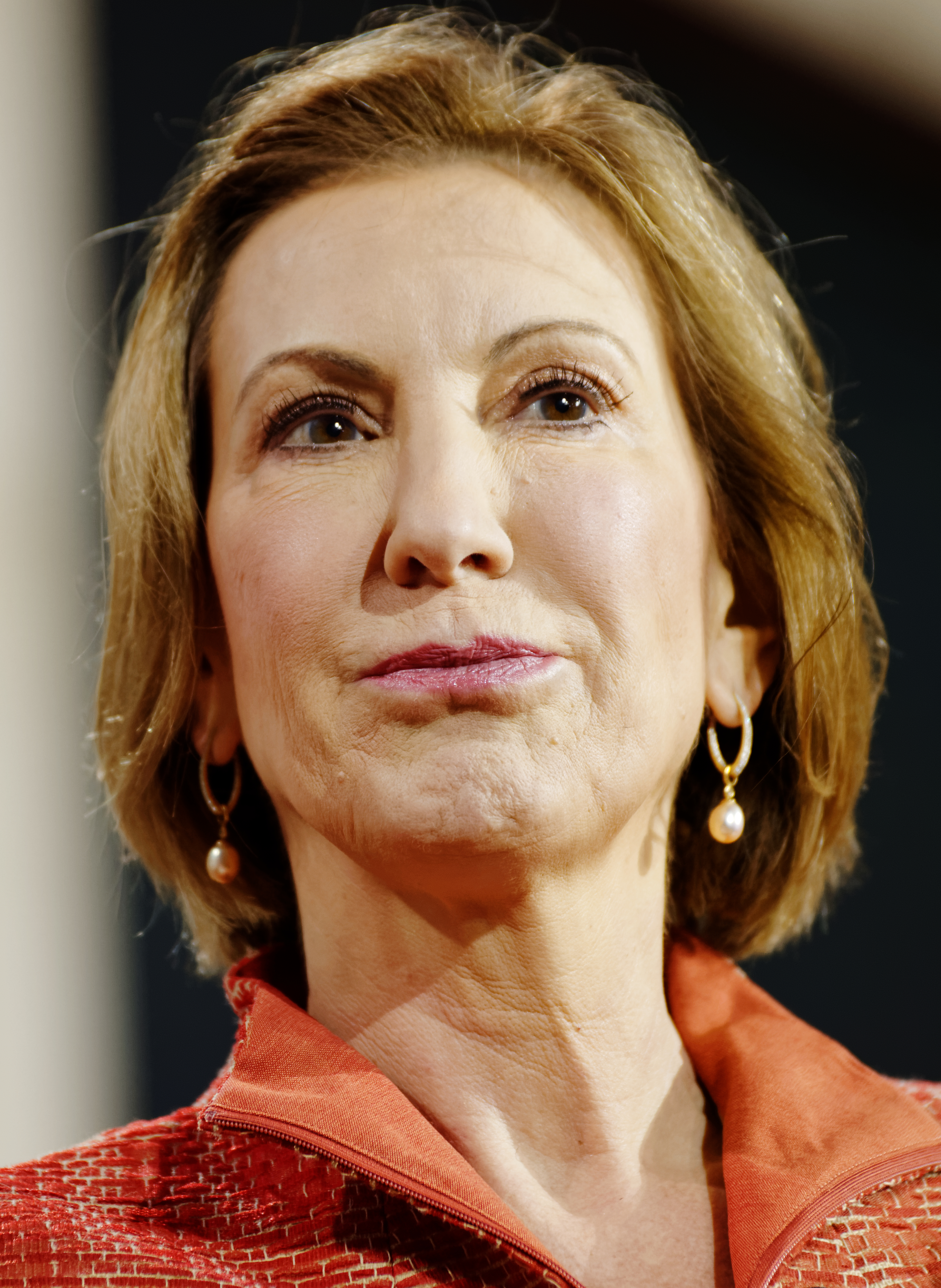
Carly Fiorinová
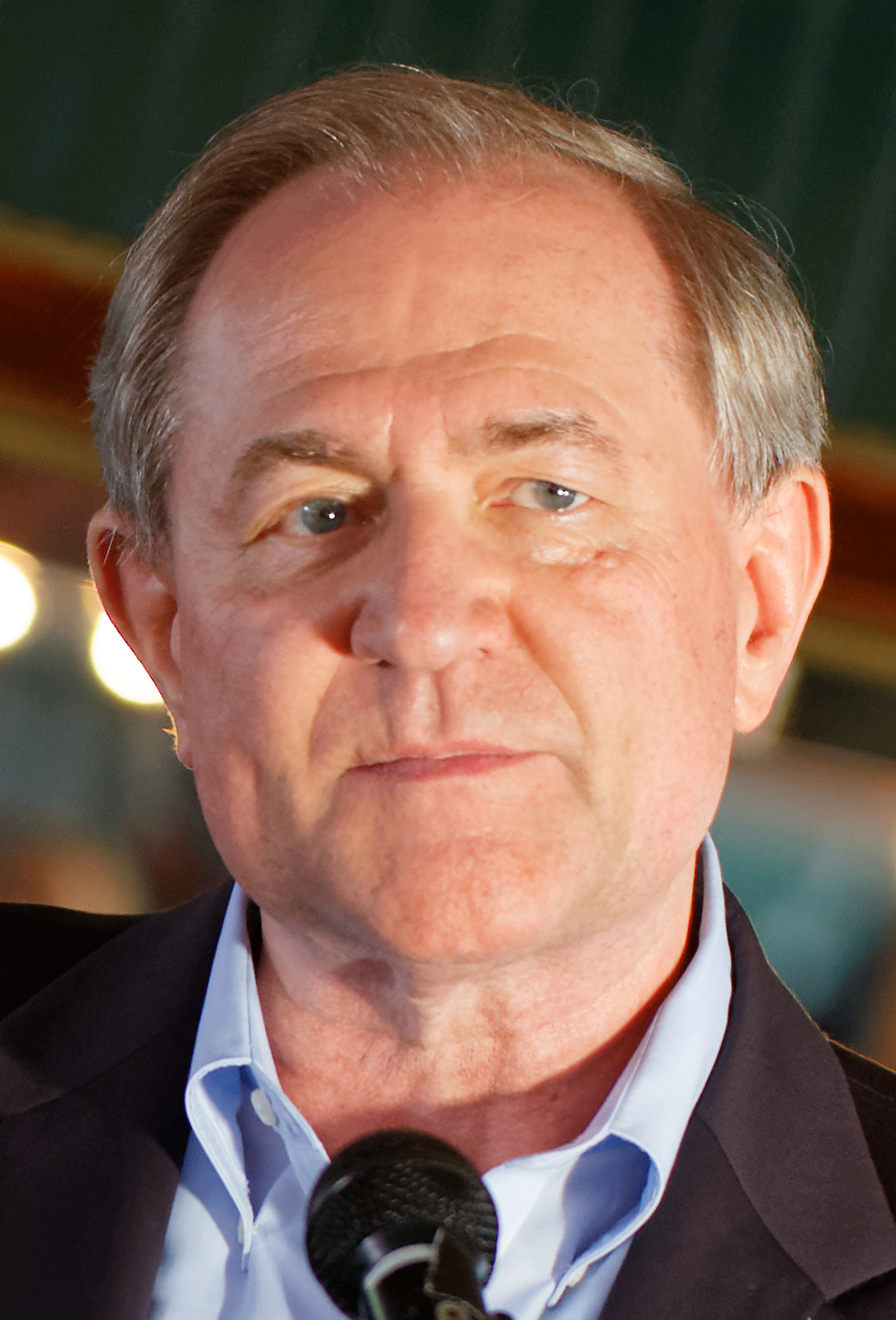
Jim Gilmore
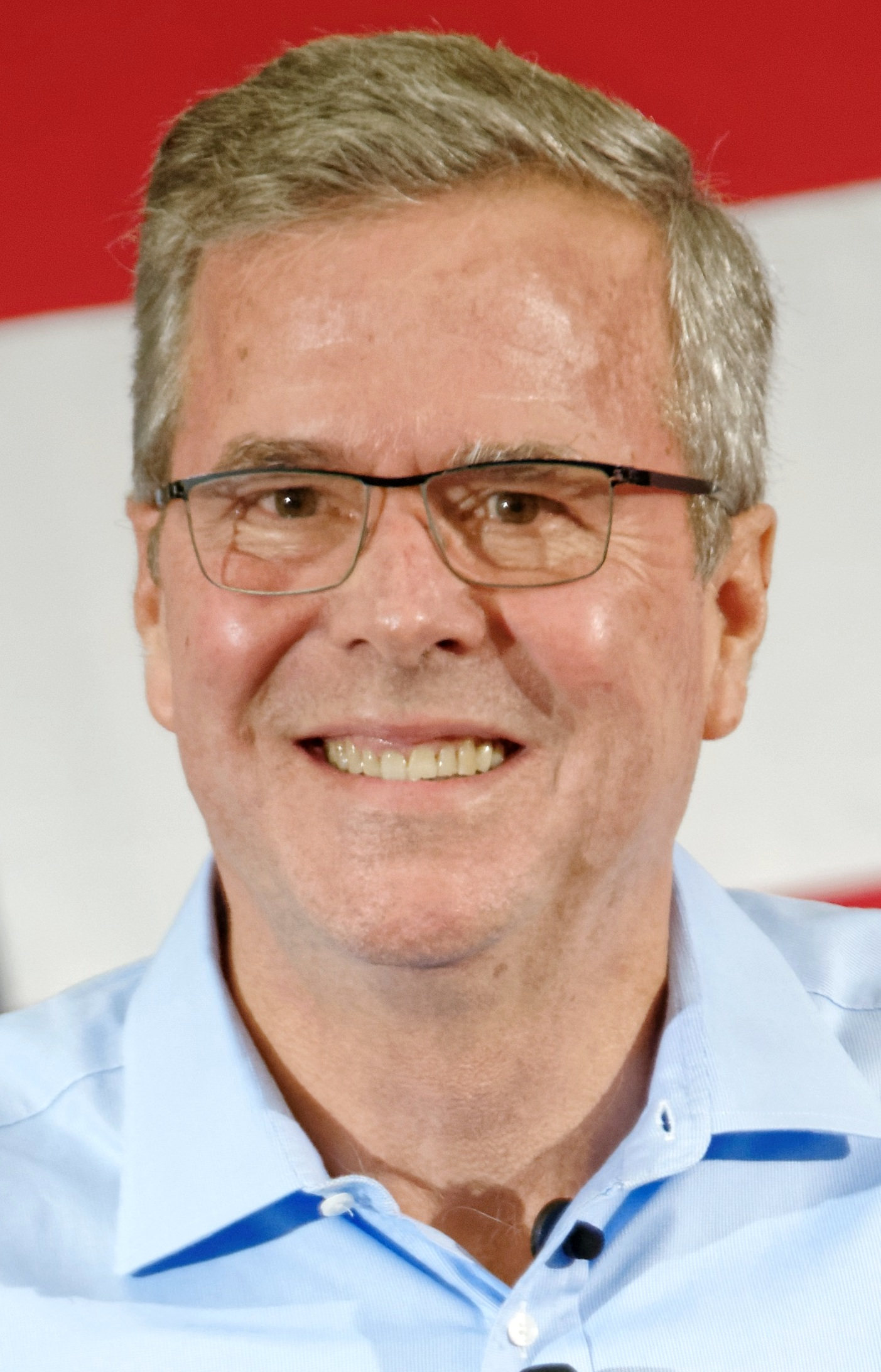
Jeb Bush
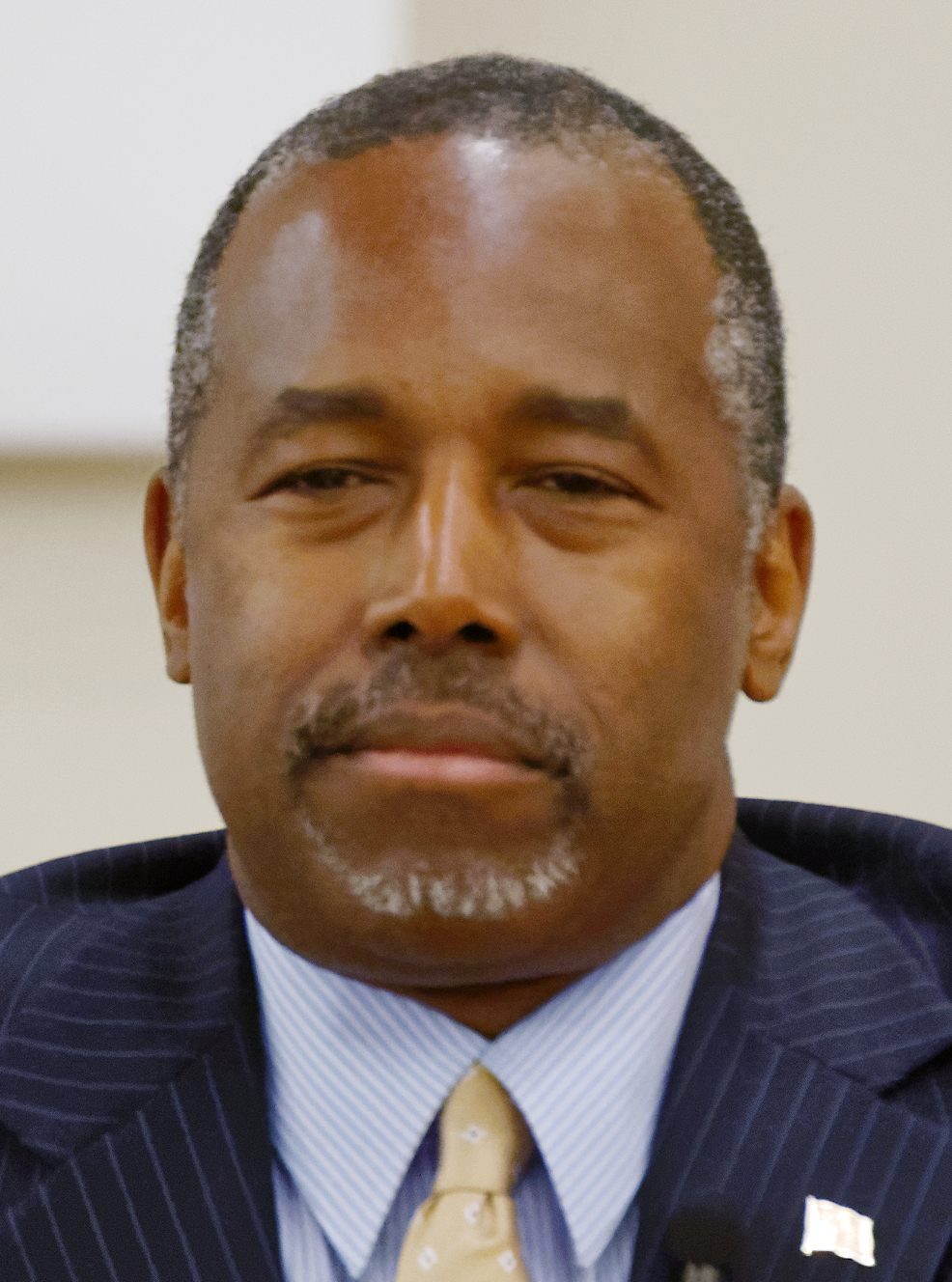
Ben Carson
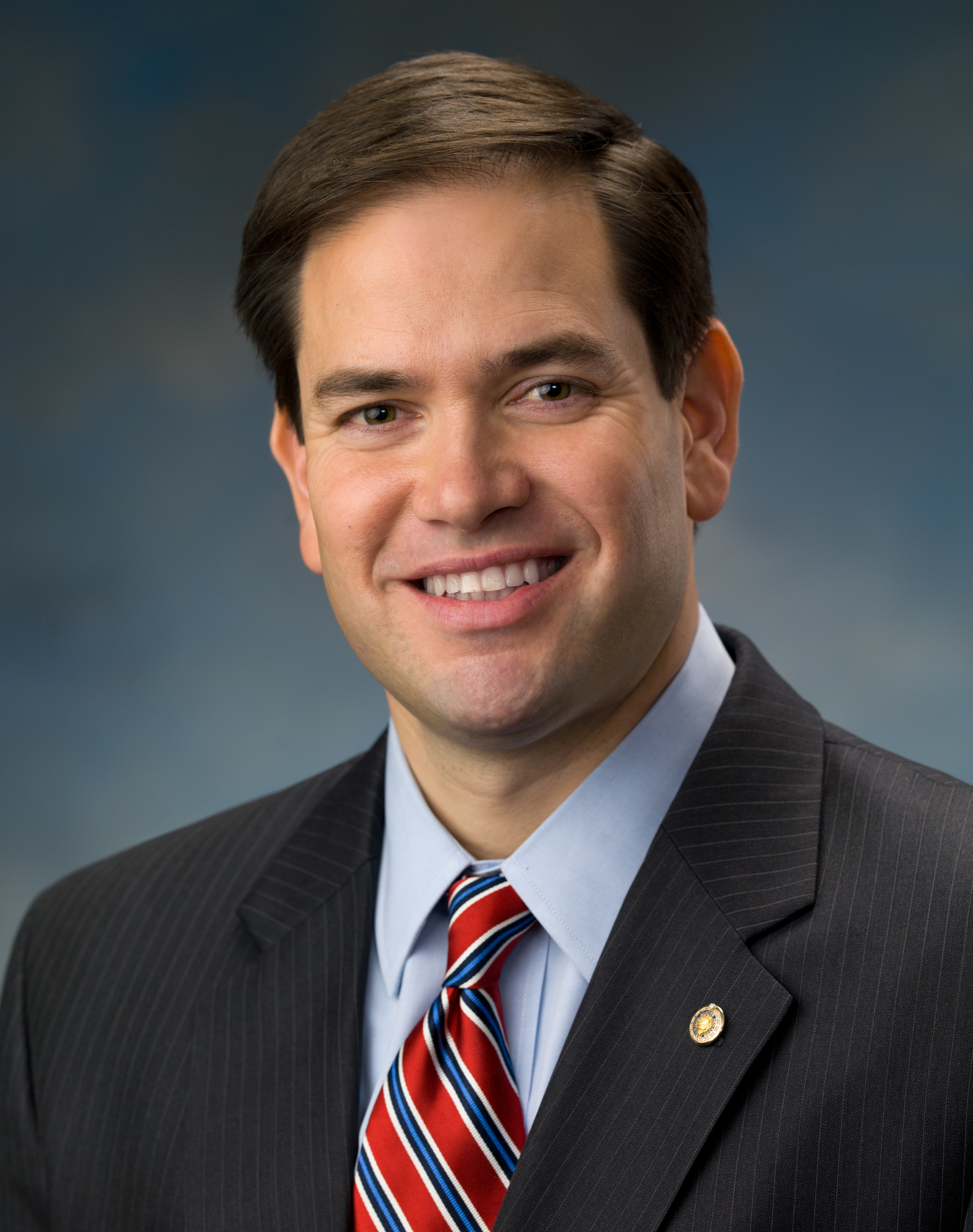
Marco Rubio
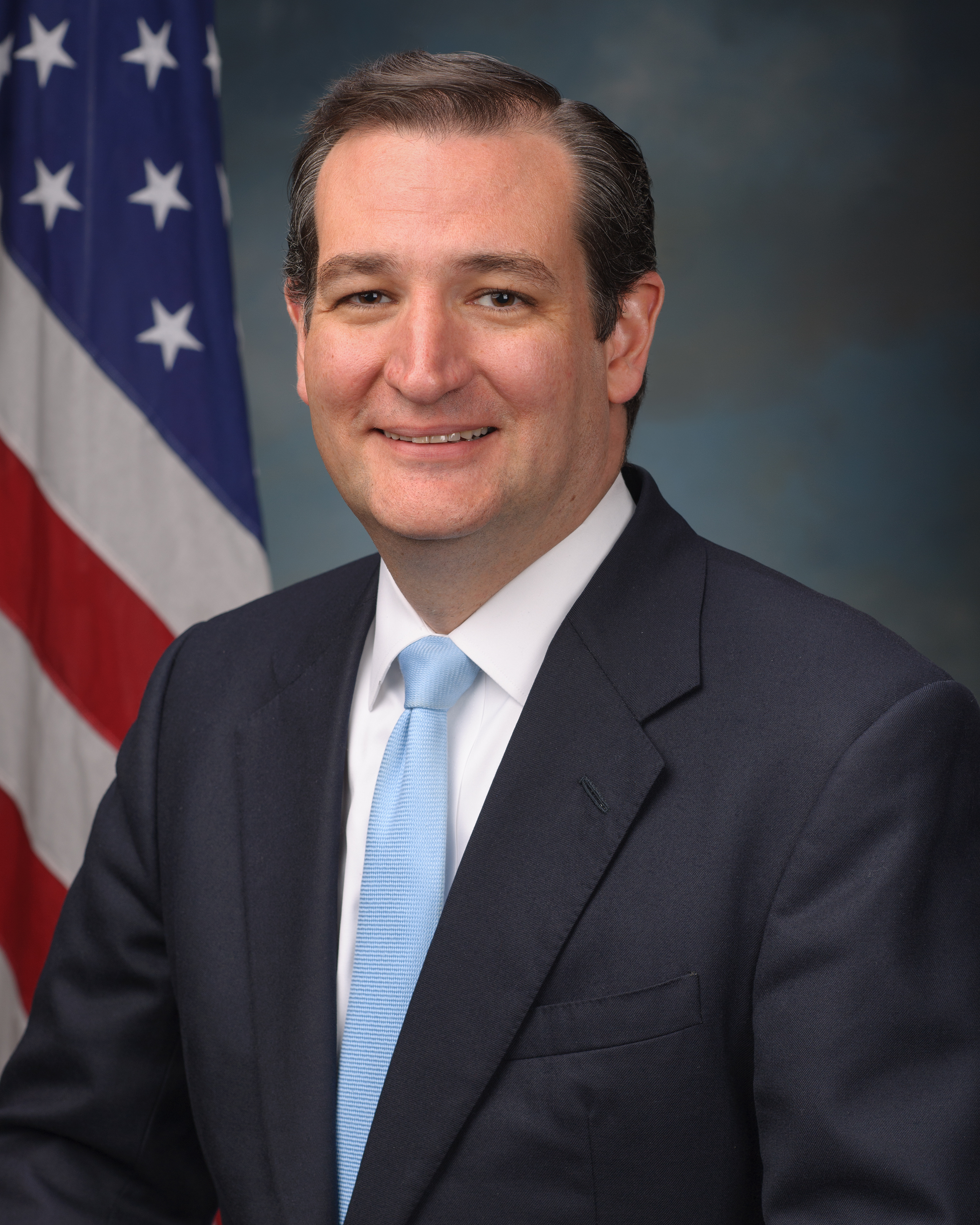
Ted Cruz
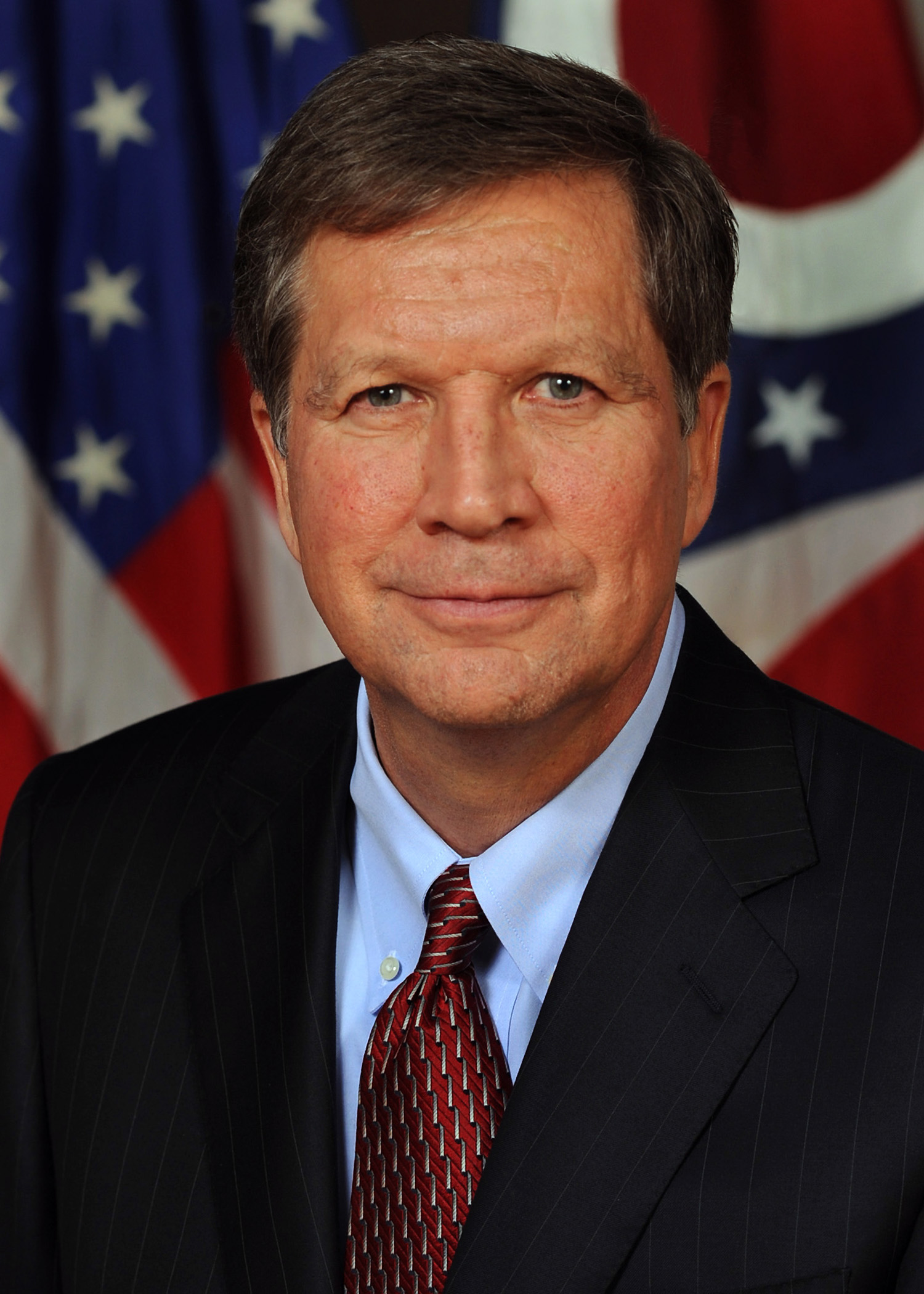
John Kasich

#### Výběr viceprezidentského kandidáta

##### Kandidát na viceprezidenta: Mike Pence

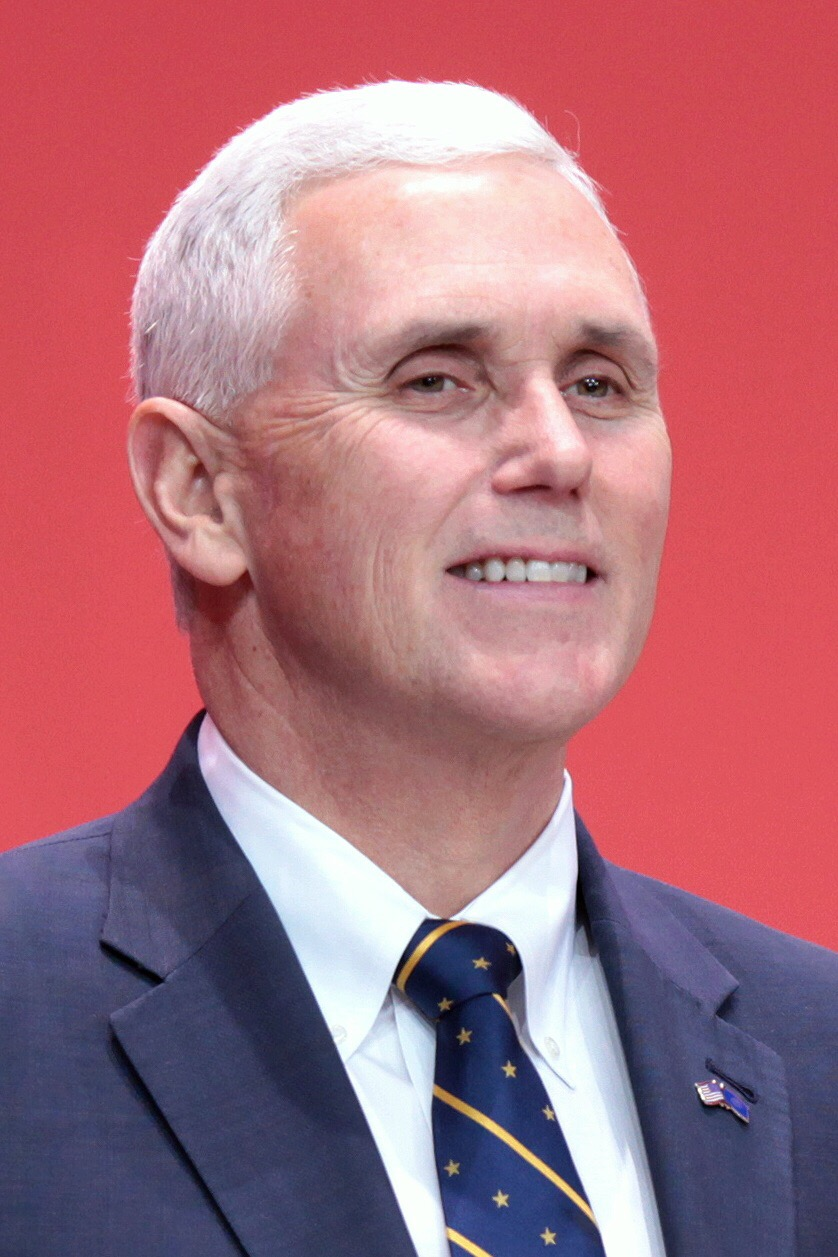
Guvernér Indiany Mike Pence byl Donaldem Trumpem oficiálně představen za spolukandidáta a případného viceprezidenta Spojených států během tiskové konference v New Yorku

Několik velkých amerických médií již 14. července 2016 oznámilo, že se spolukandidátem stane guvernér Mike Pence. Tuto informaci Donald Trump potvrdil o den později na twitterovém účtu a dodal, že k formálnímu oznámení dojde 16. července během tiskové konference. Na manhattanské tiskovce pak Mike Pence prohlásil, že mu Trumpův volební štáb sdělil datum jeho výběru, k němuž došlo 13. července. Po vítězství Donalda Trumpa v prezidentských volbách je Mike Pence designovaným viceprezidentem USA.

##### Potenciální kandidáti
Následující osoby byly zmíněny jako možní kandidáti na úřad viceprezidenta USA v rámci kandidatury Donalda Trumpa:
- Chris Christie, guvernér New Jersey
- John Kasich, guvernér Ohia
- Ben Carson, neurochirurg z Marylandu
- Marco Rubio, americký senátor z Floridy
- Sarah Palinová, guvernérka Aljašky
- Ted Cruz, americký senátor z Texasu
- Carly Fiorinová, podnikatelka z Kalifornie
- Mike Pence, guvernér Indiany
- Jeff Sessions, americký senátor z Alabamy
- Newt Gingrich, bývalý předseda Sněmovny reprezentantů z Georgie
- Tom Cotton, americký senátor z Arkansasu
- Mary Fallinová, guvernérka Oklahomy
- Scott Brown, bývalý americký senátor z Massachusetts
- Michael Flynn, generálporučík Armády USA ve výslužbě z Rhode Islandu

##### Zúžený výběr
V červenci 2016 Trump zúžil výběr možných spolukandidátů (tzv. running mates) na tři osoby.
- guvernér Chris Christie z New Jersey,[46] a prezidentský kandidát 2016,
- bývalý předseda sněmovny Newt Gingrich z Georgie,[46][47] a prezidentský kandidát 2012,
- guvernér Mike Pence z Indiany[46]

### Demokratická strana

#### Nominanti
| Nominanti Demokratické strany                |                                       |
| Hillary Clintonová                           | Tim Kaine                             |
| na prezidentku                               | na viceprezidenta                     |
|                                              |                                       |
| 67. ministryně zahraničních věcí (2009–2013) | senátor za Virginii (2013–současnost) |
|                                              |                                       |

#### Kandidáti
Mezi významnými kandidáty, kteří oznámili kandidaturu byli:
- Jeff Boss, přívrženec konspirační teorie o útocích z 11. září 2001, kandidát z New Jersey, opakovaně se uchází o úřad[48][49]
- Harry Braun, vědec z Georgie, kandidoval již v letech 2004 a 2012[50]
- Keith Russell Judd, bývalý vězeň z Texasu, kandidát již v období mezi 1996–2012[51]
- Sam Sloan, šachista z New Yorku, v roce 2012 kandidoval za Libertariánskou stranu[52]
- Robby Wells, v roce 2012 kandidoval za Reformní stranu a Státoprávní stranu, kandidát ze Severní Karolíny[53][54][55]
- Willie Wilson, podnikatel a kandidát na starostu Chicaga v roce 2015 z Illinois[56][57][58]

#### Odstoupení v průběhu kampaně
- Jim Webb, bývalý americký senátor za Virginii (2007–2013), odstoupil 20. října 2015[59]
- Lincoln Chafee, 74. guvernér Rhode Islandu (2011–2015), odstoupil 23. října 2015[60]
- Lawrence Lessig, profesor práva na Harvardově univerzitě, odstoupil 2. listopadu 2015.[61]
- Martin O'Malley, 61. guvernér Marylandu (2007–2015), odstoupil 1. února 2016[62] a podpořil Hillary Clintonovou[63]
- Bernie Sanders, americký senátor za Vermont (2007–úřadující), odstoupil 12. červenec 2016[64] a podpořil Hillary Clintonovou[65]

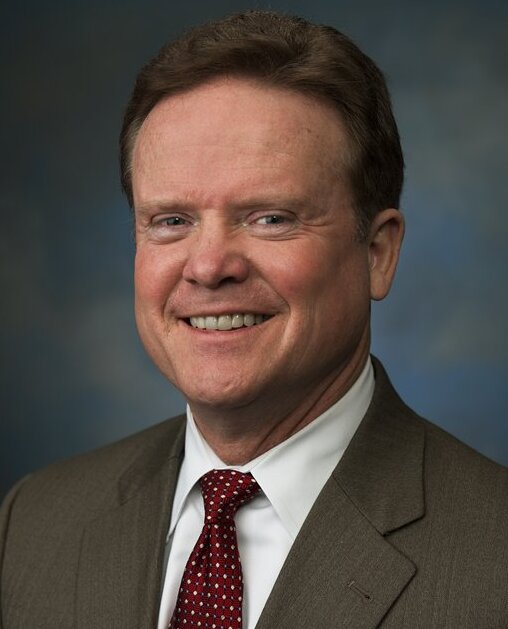
Jim Webb
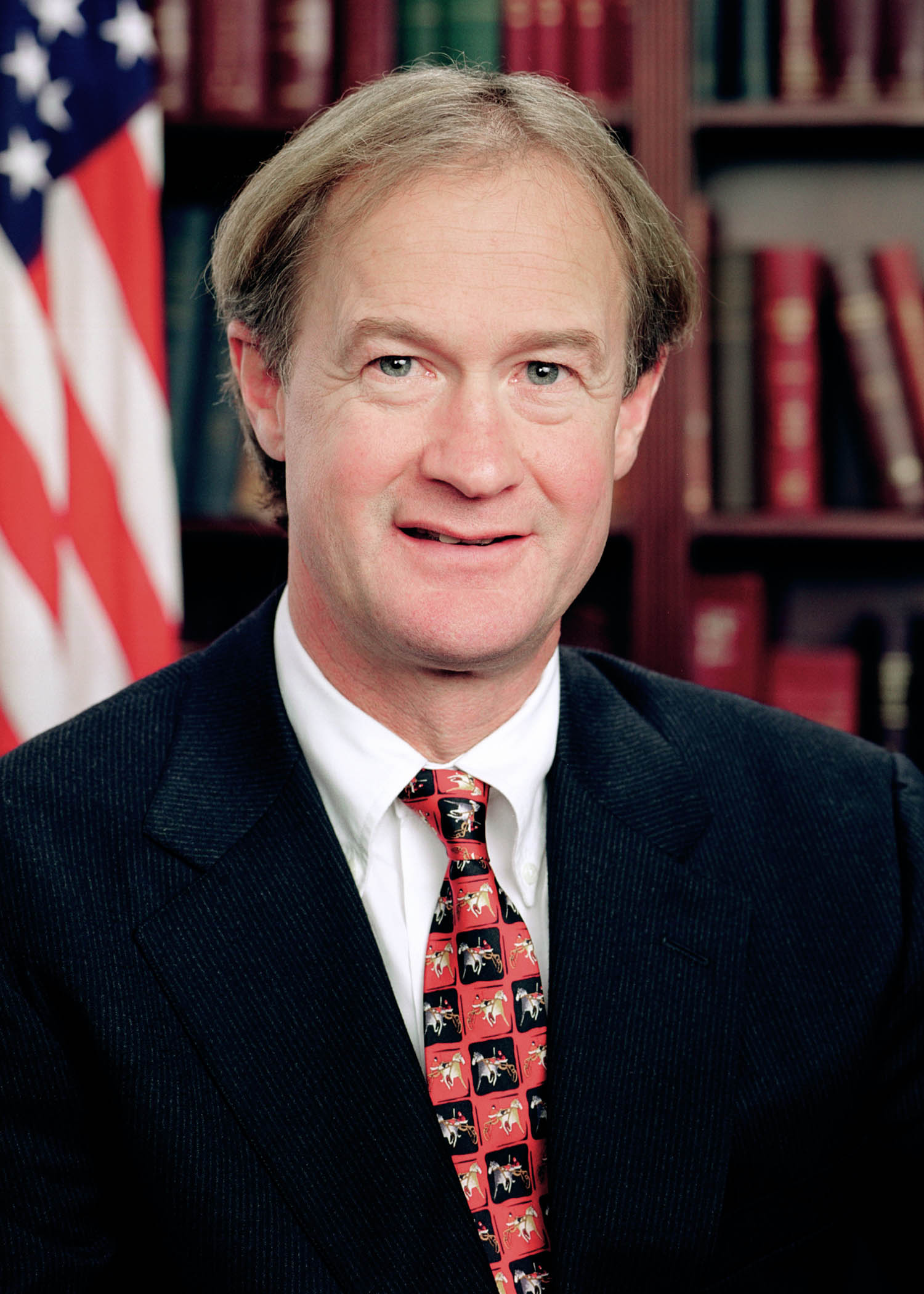
Lincoln Chafee
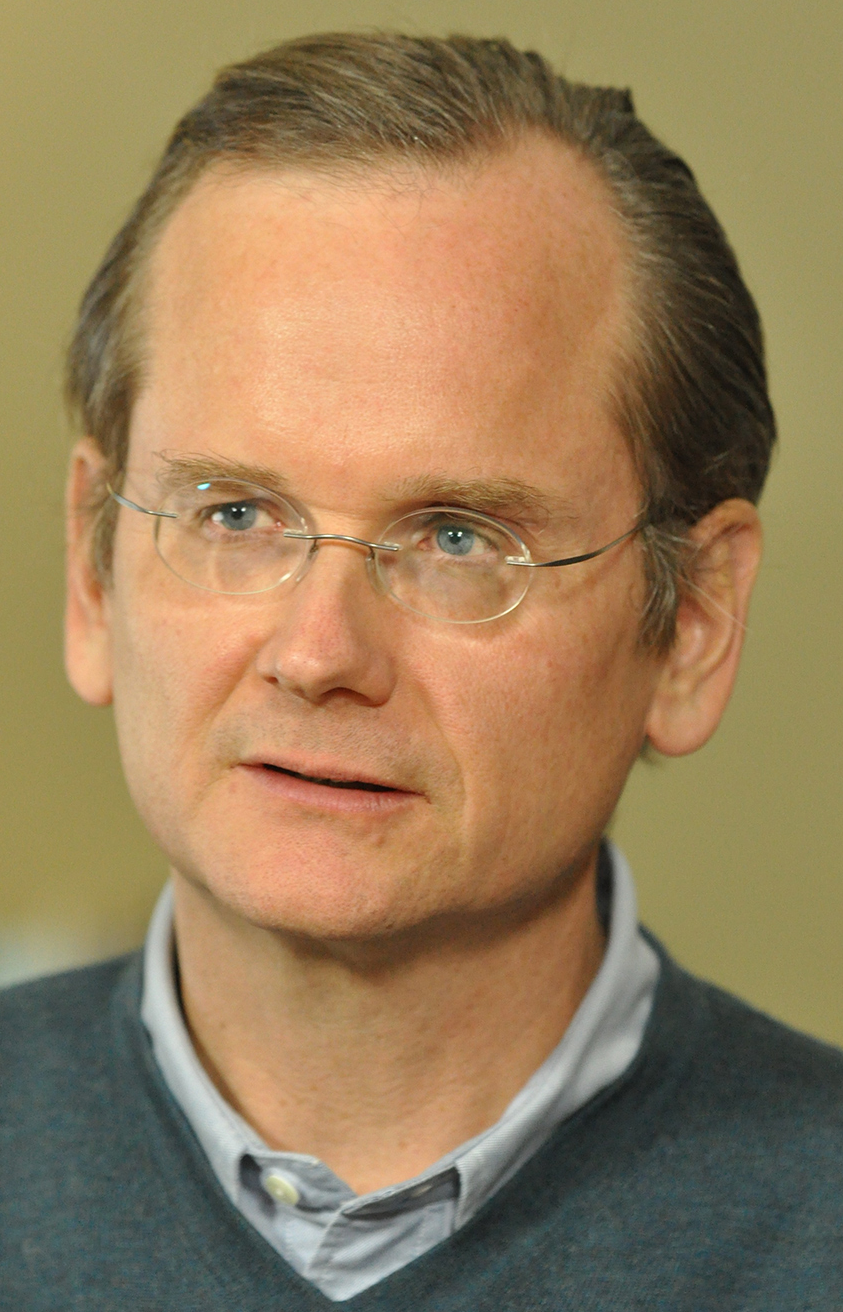
Lawrence Lessig
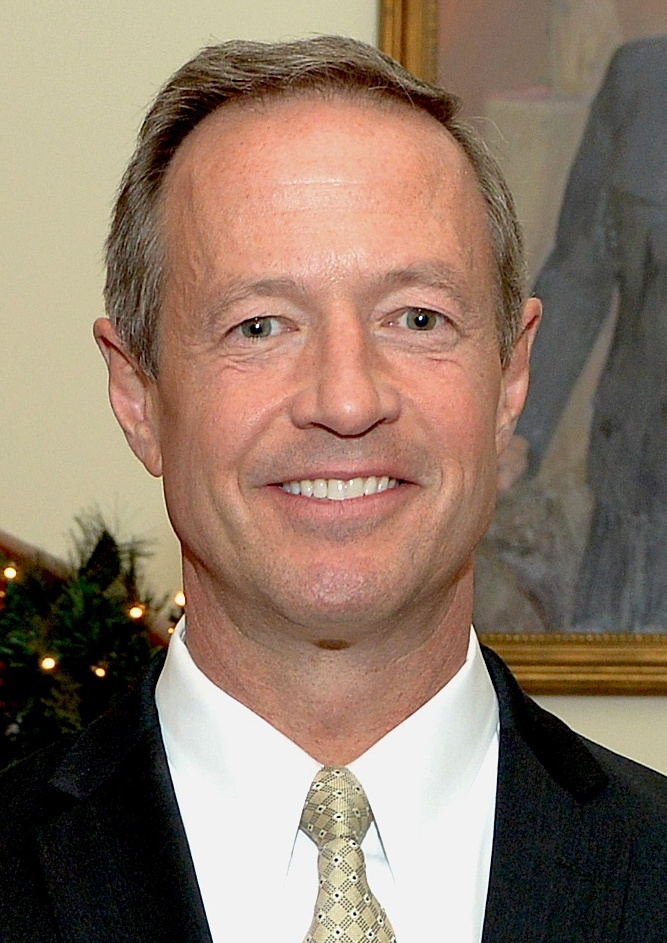
Martin O'Malley
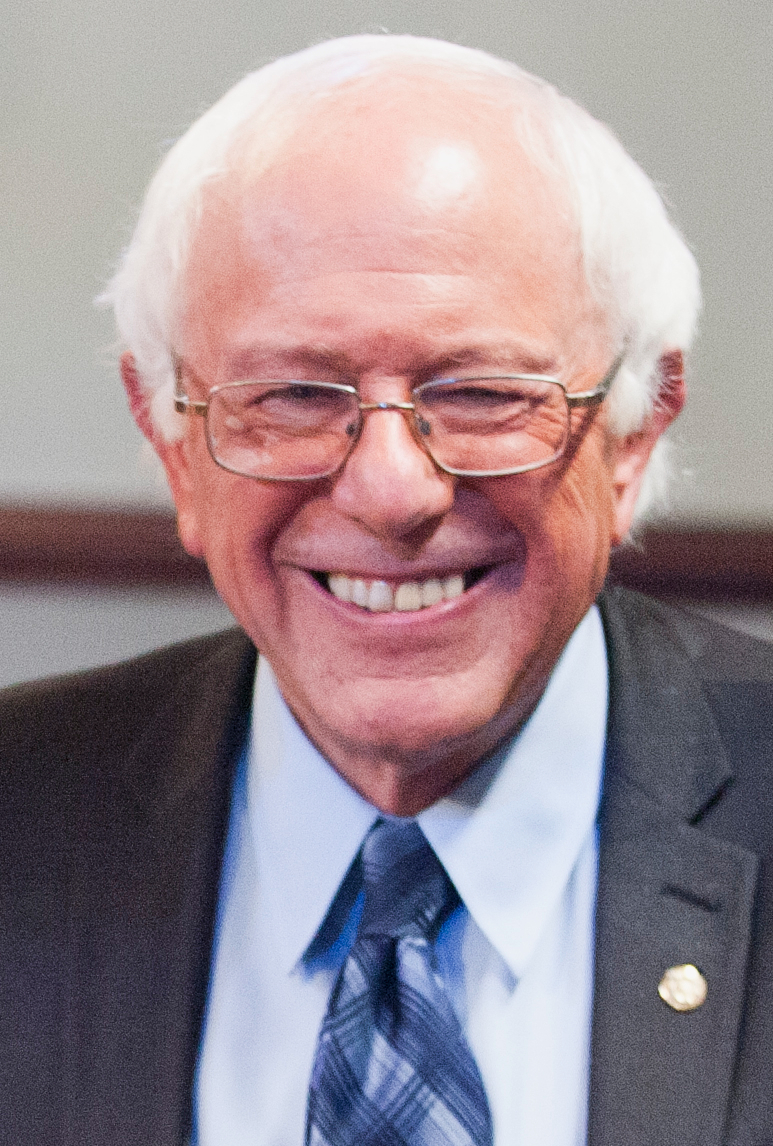
Bernie Sanders

#### Výběr viceprezidentského kandidáta

##### Kandidát na viceprezidenta: Tim Kaine

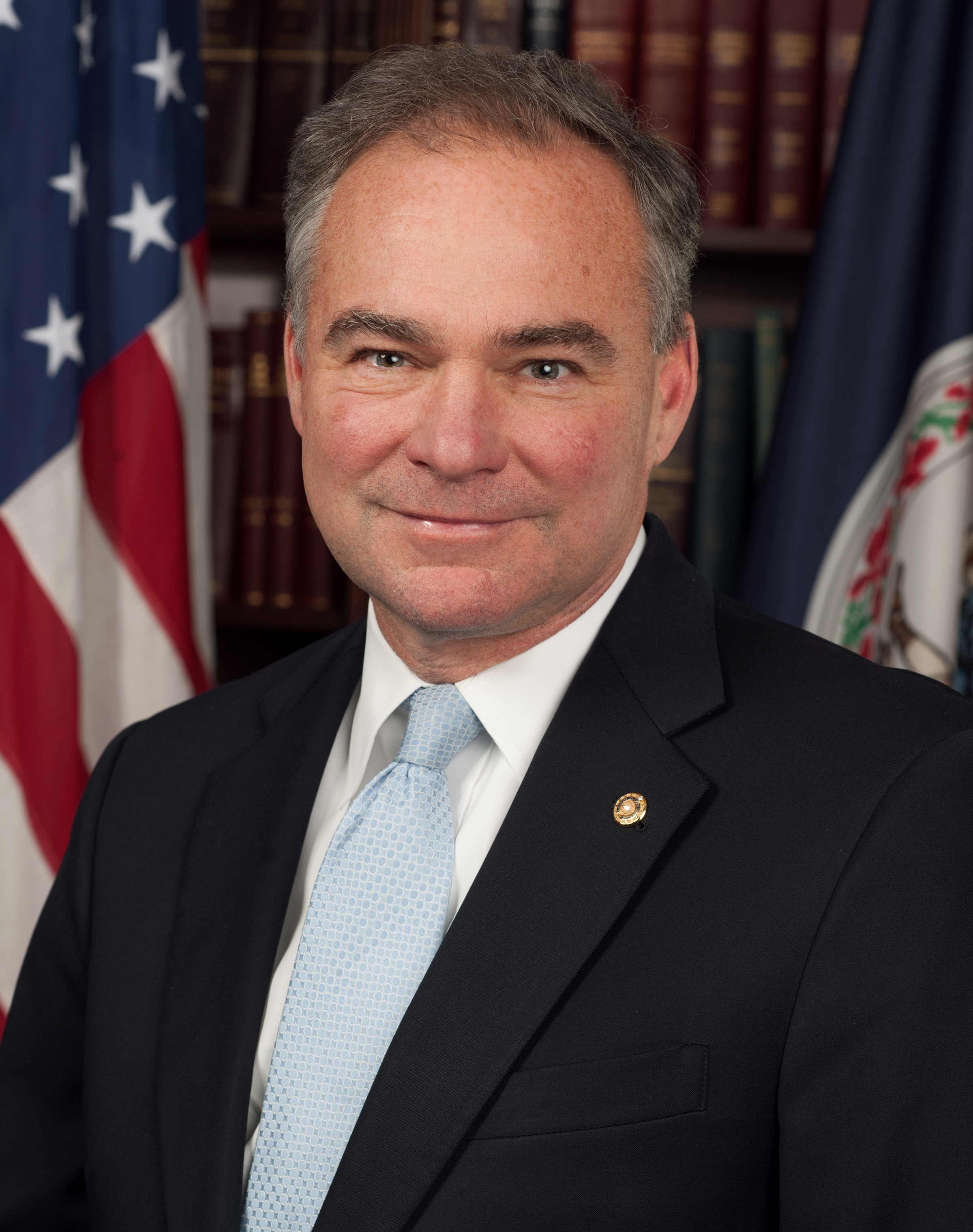
Tim Kaine, bývalý guvernér státu Virginie a její současný senátor, byl kandidátem na viceprezidenta za Demokratickou stranu.

Hillary Clintonová oznámila 23. července 2016, že jejím kandidátem na viceprezidenta se stal senátor za stát Virginie Tim Kaine.

##### Potenciální kandidáti
Následující osoby byly zmíněny jako možní kandidáti na úřad viceprezidenta USA v rámci kandidatury Hillary Clintonové:
- Tim Kaine, americký senátor za Virginii
- Cory Booker, americký senátor za New Jersey
- Julian Castro, ministr bytové výstavby a rozvoje měst
- Joe Biden, viceprezident USA
- Amy Klobucharová, americká senátorka za Minnesotu
- Mark Warner, americký senátor za Virginii
- Elizabeth Warrenová, americká senátorka za Massachusetts
- John Hickenlooper, guvernér Colorada

### Menší strany a nezávislí kandidáti
Ve volbách kandidovala řada nezávislých kandidátů a také nominanti z dalších stran, mimo dva hlavní politické subjekty. Z této skupiny uchazečů měli dle matematického modelu největší šanci kandidát libertariánů a bývalý guvernér Nového Mexika Gary Johnson, a také předpokládaná kandidátka zelených Jill Steinová, která 15. června 2016 oznámila, že si zajistila dostatek delegátů pro nominaci.
K dalším kandidátům patřili Evan McMullin a Darrell Castle. McMullin je bývalý republikán, který se v srpnu roku 2016 rozhodl ucházet o prezidentský úřad jako nezávislý. Představoval konzervativní alternativu k Donaldu Trumpovi. Darrell Castle byl kandidátem za paleokonzervativní Státoprávní stranu.

#### Libertariánská strana
| Nominanti Libertariánské strany        |                                        |
| Gary Johnson                           | Bill Weld                              |
| na prezidenta                          | na viceprezidenta                      |
|                                        |                                        |
| 29. guvernér Nového Mexika (1995–2003) | 68. guvernér Massachusetts (1991–1997) |
|                                        |                                        |

#### Strana zelených
| Nominanti Strany zelených            |                               |
| Jill Steinová                        | Ajamu Baraka                  |
| na prezidentku                       | na viceprezidenta             |
|                                      |                               |
| Lékařka z Lexingtonu v Massachusetts | Aktivista z Washingtonu, D.C. |
|                                      |                               |

#### Státoprávní strana
| Nominanti Státoprávní strany   |                     |
| Darrell Castle                 | Scott Bradley       |
| na prezidenta                  | na viceprezidenta   |
|                                |                     |
| Advokát z Memphisu v Tennessee | Businessman z Utahu |
|                                |                     |

#### Nezávislí kandidát
| Nezávislí kandidáti |                    |
| Evan McMullin       | Mindy Finnová      |
| na prezidenta       | na viceprezidentku |
|                     |                    |
|                     |                    |

## Celonárodní stranické sjezdy – konventy

Počet volitelů podle států pro volby 2012, 2016 a 2020 na základě sčítání lidu 2010.
Počet volitelů platný pro období 2010–2020:
beze změny k období 2000–2010
navýšen k období 2000–2010
snížen k období 2000–2010

Po ukončení primárních stranických voleb probíhaly celonárodní sjezdy – konventy, které vybraly kandidáty do prezidentských voleb. Delegáti hlasovali pro uchazeče, který v jejich státě získal největší podporu. U dvou největších stran pořádal první sjezd tradičně opoziční subjekt.
Státoprávní strana
- 13.–16. dubna 2016, Salt Lake City, Utah[76]

Libertariánská strana
- 26.–30. května 2016, Orlando, Florida[77][78]

Republikánská strana
- 18.–21. července 2016, Cleveland, Ohio[79][80]

Demokratická strana
- 25.–28. července 2016, Filadelfie, Pensylvánie[81]

Strana zelených
- 4.–7. srpna 2016, Houston, Texas[82]

## Debaty prezidentských voleb
Dne 23. září 2015 byly zveřejněny informace ke třem prezidentským debatám a jedné diskusi viceprezidentských kandidátů. Podle průzkumu agentury Rasmussen Report byla většina amerických voličů přesvědčena, že moderátoři budou v debatách stranit Hillary Clintonové.
| Debaty prezidentských voleb USA 2016                                  | Debaty prezidentských voleb USA 2016 | Debaty prezidentských voleb USA 2016 | Debaty prezidentských voleb USA 2016 | Debaty prezidentských voleb USA 2016 | Debaty prezidentských voleb USA 2016 | Debaty prezidentských voleb USA 2016 | Debaty prezidentských voleb USA 2016 | Debaty prezidentských voleb USA 2016 | Debaty prezidentských voleb USA 2016 | Debaty prezidentských voleb USA 2016 | Debaty prezidentských voleb USA 2016 | Debaty prezidentských voleb USA 2016 | Debaty prezidentských voleb USA 2016 | Debaty prezidentských voleb USA 2016 | Debaty prezidentských voleb USA 2016 | Debaty prezidentských voleb USA 2016 | Debaty prezidentských voleb USA 2016 | Debaty prezidentských voleb USA 2016 | Debaty prezidentských voleb USA 2016 | Debaty prezidentských voleb USA 2016 | Debaty prezidentských voleb USA 2016 |
| č.                                                                    | datum                                | místo konání                         | město                                | moderátor                            | demokrat                             | republikán                           |                                      |                                      |                                      |                                      |                                      |                                      |                                      |                                      |                                      |                                      |                                      |                                      |                                      |                                      |                                      |
| --------------------------------------------------------------------- | ------------------------------------ | ------------------------------------ | ------------------------------------ | ------------------------------------ | ------------------------------------ | ------------------------------------ | ------------------------------------ | ------------------------------------ | ------------------------------------ | ------------------------------------ | ------------------------------------ | ------------------------------------ | ------------------------------------ | ------------------------------------ | ------------------------------------ | ------------------------------------ | ------------------------------------ | ------------------------------------ | ------------------------------------ | ------------------------------------ | ------------------------------------ |
| P1                                                                    | 26. září 2016                        | Hofstra University                   | Hempstead, New York                  | Lester Holt                          | Hillary Clintonová                   | Donald Trump                         |                                      |                                      |                                      |                                      |                                      |                                      |                                      |                                      |                                      |                                      |                                      |                                      |                                      |                                      |                                      |
| VP                                                                    | 4. října 2016                        | Longwoodská univerzita               | Farmville, Virginie                  | Elaine Quijanová                     | Tim Kaine                            | Mike Pence                           |                                      |                                      |                                      |                                      |                                      |                                      |                                      |                                      |                                      |                                      |                                      |                                      |                                      |                                      |                                      |
| P2                                                                    | 9. října 2016                        | Washingtonova univerzita v St. Louis | St. Louis, Missouri                  | Martha Raddatzová Anderson Cooper    | Hillary Clintonová                   | Donald Trump                         |                                      |                                      |                                      |                                      |                                      |                                      |                                      |                                      |                                      |                                      |                                      |                                      |                                      |                                      |                                      |
| P3                                                                    | 19. října 2016                       | Nevadská univerzita v Las Vegas      | Paradise, Nevada                     | Chris Wallace                        | Hillary Clintonová                   | Donald Trump                         |                                      |                                      |                                      |                                      |                                      |                                      |                                      |                                      |                                      |                                      |                                      |                                      |                                      |                                      |                                      |
| P1/2/3 – 1., 2., 3. prezidentská debata; VP – viceprezidentská debata |                                      |                                      |                                      |                                      |                                      |                                      |                                      |                                      |                                      |                                      |                                      |                                      |                                      |                                      |                                      |                                      |                                      |                                      |                                      |                                      |                                      |

## Průběh předvoleb
Mezi 1. únorem a 14. červnem 2016 probíhaly v padesáti unijních státech, Kolumbijském distriktu a amerických teritoriích primárky a tzv. kaukusy – volební shromáždění občanů, ve kterých byli registrovanými voliči nepřímo voleni či vybírání prezidentští nominanti Republikánů a Demokratů určením delegátů. Na celostranických konventech pak takto určení delegáti, v případě Demokratů i superdelegáti zvolili nominanta na úřad prezidenta, a následně i na úřad viceprezidenta, kteří tak byli vysláni do hlavního klání v listopadu. Sjezd republikánských delegátů se konal mezi 18. a 21. červencem 2016 v ohijském Clevelandu, zatímco konvence Demokratů se uskutečnila mezi 25. a 28. červencem 2016 v největším pensylvánském městě Filadelfii.
Podnikatel a televizní hvězda Donald Trump se oficiálně stal republikánským kandidátem 19. července 2016, poté co porazil dva zbývající rivaly, senátora Teda Cruze a guvernéra Johna Kasicha, v republikánských primárkách. Bývalá ministryně zahraničních věcí a první dáma Hillary Clintonová se stala kandidátem Demokratické strany 26. července 2016, poté co porazila vermontského senátora Bernieho Sanderse ve stranických primárkách. Stala se tak první ženou v historii Spojených států, které se podařilo docílit nominace v rámci velké politické strany. Také je to poprvé od roku 1944, kdy obě hlavní strany, Demokraty a Republikány, zastupují kandidáti ze stejného státu. Budoucí prezident bude pravděpodobně poprvé od Franklina Roosevelta, a jeho úřadování v období 1933–1945, z New Yorku.

## Průběh voleb

### Předčasné odevzdání hlasu ve volbách
Možnost předčasného odevzdání hlasu byla populárnější než v předchozích volbách a k 27. říjnu ji využilo 12,5 milionu voličů ze 37 států, které takovou možnost povolily. Podle odhadů mohlo tuto možnost celkově využít před otevřením volebních místností 8. listopadu až 40 milionů lidí.

### Přepočítání hlasů
Ke konci listopadu 2016 se začaly objevovat spekulace, že prezidentské volby roku 2016 byly v některých státech zmanipulované. Někteří politici se vyslovili pro přepočítání hlasů. Hillary Clintonová podle platného volebního systému nevyhrála, i když měla náskok zhruba 2,5 milionu hlasů voličů. Získala totiž méně volitelů, přičemž rozhodující byla skutečnost, že Donald Trump zvítězil (i když poměrně těsně) ve státech Wisconsin, Michigan a v Pensylvánii. Pro přepočítání hlasů v těchto státech se vyslovila kandidátka za Stranu zelených Jill Steinová, která vybrala peníze pro přepočítání hlasů. Její nedůvěru vzbudily hlasy, které byly odevzdány pomocí volebních přístrojů a zaslány elektronicky.
Jill Steinová postupně podala v zákonných lhůtách žádosti o přepočítání hlasů ve všech třech jmenovaných státech. Nashromáždila téměř dostatek potřebných finančních prostředků, aby se hlasy mohly přepočítat. Dne 3. prosince však žádost o přepočítání hlasů v Pensylvánii stáhla. Tím odpadla poslední možnost, že by výsledky prezidentských voleb ještě mohly být zvráceny v Trumpův neprospěch.
Demokratická senátorka Barbara Boxter chce v Kongresu USA projednat zákon o zrušení systému volitelů, ale velké šance podle politologů nemá, jelikož kongres po volbách ovládají republikáni.

### Vyšetřování ruského vlivu na volby
Po volbách se vyskytla řada spekulací ohledně jejich možného ovlivňování z ruské strany. Zvláštní vyšetřovatel a bývalý ředitel FBI Robert Mueller od května 2017 vyšetřoval potenciální tajné napojení Trumpovy kampaně na Rusko. Sám zvolený prezident Trump to odmítal a ruský prezident Putin rovněž vměšování popíral. V březnu 2019 předal Mueller svou závěrečnou zprávu americkému ministrovi spravedlnosti Williamu Barrovi. Sněmovna reprezentantů rovněž v březnu schválila nezávaznou rezoluci vyzývající k předání zprávy poslancům Kongresu a jejímu zveřejnění. Předchozí ministr spravedlnosti Jeff Sessions již v březnu 2017 prohlásil, že se kvůli možnému střetu zájmů vzdává dohledu na Muellerovým vyšetřovacím týmem.
V souvislosti s vyšetřováním Mueller zjistil provinění někdejšího šéfa Trumpova volebního štábu, lobbistu Paula Manaforta. Ten ve štábu působil pět měsíců a dva měsíce jej vedl. V minulosti pracoval také pro bývalé prezidenty Geralda Forda, Ronalda Reagana a George Bushe. V srpnu 2016 byl odejit, když se na veřejnost dostala informace, že v minulosti vydělal mnoho peněz za to, že byl poradcem proruského ukrajinského prezidenta Viktora Janukovyče, svrženého v roce 2014. Manafort byl obviněn z daňových a bankovních podvodů, za roky 2010-2014 měl americkým úřadům zatajit celkem 16,5 milionu dolarů. V srpnu 2018 byl Manafort porotou částečně uznán vinným (v osmi bodech obžaloby, v dalších deseti se porota neshodla). Ve stejný čas se někdejší Trumpův osobní právník Michael Cohen přiznal mimo jiné k manipulacím s financováním voleb na pokyn Donalda Trumpa. Ten jej následně obvinil ze lži. Paul Manafort také v polovině září 2018 přistoupil na dohodu s vyšetřovateli a přiznal vinu v případě konspirace proti USA a v případě spiknutí za účelem bránění spravedlnosti. Předtím vinu popíral a také Trump se jej opakovaně zastal. Mueller však v listopadu 2018 obvinil Manaforta ze lhaní vyšetřovatelům FBI a porušení dohody. Podle deníku The Guardian se měl Manafort navíc v letech 2013, 2015 a v březnu 2016 sejít na ekvádorském velvyslanectví v Londýně se spoluzakladatelem serveru WikiLeaks Julianem Assangem - nějaký čas po poslední schůzce server zveřejnil informace získané z e-mailů ukradených ze serveru Demokratické strany. Manafort tvrzení o schůzkách s Assangem popřel. V březnu 2019 soud vyměřil Manafortovi téměř čtyřletý trest za daňové a finanční podvody, o týden později následoval další, asi šestiletý trest vězení za spiknutí, k němuž se Manafort přiznal v rámci dohody. Žádný z Manafortových případů však přímo s prezidentskými volbami nesouvisel, byly ovšem odhaleny v souvislosti s vyšetřováním. Podle agentury AP a CNN zvláštní vyšetřovatel Mueller v souvislosti s dokončením zprávy nedoporučil obvinit žádné další osoby.

## Výsledky voleb
| \| Hlasy voličů \| Hlasy voličů \| Hlasy voličů \| Hlasy voličů \| Hlasy voličů \| \| ------------ \| ------------ \| ------------ \| ------------ \| ------------ \| \| \| \| \| \| \| \| Clintonová \| Clintonová \| \| 48,18 % \| 48,18 % \| \| Trump \| Trump \| \| 46,09 % \| 46,09 % \| \| Johnson \| Johnson \| \| 3,28 % \| 3,28 % \| \| Steinová \| Steinová \| \| 1,07 % \| 1,07 % \| \| Ostatní \| Ostatní \| \| 1,38 % \| 1,38 % \| |            |  |         |         |
| Hlasy voličů |            |  |         |         |
| |            |  |         |         |
| Clintonová | Clintonová |  | 48,18 % | 48,18 % |
| Trump | Trump      |  | 46,09 % | 46,09 % |
| Johnson | Johnson    |  | 3,28 %  | 3,28 %  |
| Steinová | Steinová   |  | 1,07 %  | 1,07 %  |
| Ostatní | Ostatní    |  | 1,38 %  | 1,38 %  |

| \| Hlasy volitelů – prezident \| Hlasy volitelů – prezident \| Hlasy volitelů – prezident \| Hlasy volitelů – prezident \| Hlasy volitelů – prezident \| \| -------------------------- \| -------------------------- \| -------------------------- \| -------------------------- \| -------------------------- \| \| \| \| \| \| \| \| Trump \| Trump \| \| 56,51 % \| 56,51 % \| \| Clintonová \| Clintonová \| \| 42,19 % \| 42,19 % \| \| Powell \| Powell \| \| 0,56 % \| 0,56 % \| \| Kasich \| Kasich \| \| 0,19 % \| 0,19 % \| \| Paul \| Paul \| \| 0,19 % \| 0,19 % \| \| Sanders \| Sanders \| \| 0,19 % \| 0,19 % \| \| Spotted Eagle \| Spotted Eagle \| \| 0,19 % \| 0,19 % \| |               |  |         |         |
| Hlasy volitelů – prezident |               |  |         |         |
| |               |  |         |         |
| Trump | Trump         |  | 56,51 % | 56,51 % |
| Clintonová | Clintonová    |  | 42,19 % | 42,19 % |
| Powell | Powell        |  | 0,56 %  | 0,56 %  |
| Kasich | Kasich        |  | 0,19 %  | 0,19 %  |
| Paul | Paul          |  | 0,19 %  | 0,19 %  |
| Sanders | Sanders       |  | 0,19 %  | 0,19 %  |
| Spotted Eagle | Spotted Eagle |  | 0,19 %  | 0,19 %  |

| \| Hlasy volitelů – viceprezident \| Hlasy volitelů – viceprezident \| Hlasy volitelů – viceprezident \| Hlasy volitelů – viceprezident \| Hlasy volitelů – viceprezident \| \| ------------------------------ \| ------------------------------ \| ------------------------------ \| ------------------------------ \| ------------------------------ \| \| \| \| \| \| \| \| Pence \| Pence \| \| 56,69 % \| 56,69 % \| \| Kaine \| Kaine \| \| 42,19 % \| 42,19 % \| \| Warrenová \| Warrenová \| \| 0,37 % \| 0,37 % \| \| Cantwellová \| Cantwellová \| \| 0,19 % \| 0,19 % \| \| Collinsová \| Collinsová \| \| 0,19 % \| 0,19 % \| \| Fiorinová \| Fiorinová \| \| 0,19 % \| 0,19 % \| \| LaDukeová \| LaDukeová \| \| 0,19 % \| 0,19 % \| |             |  |         |         |
| Hlasy volitelů – viceprezident |             |  |         |         |
| |             |  |         |         |
| Pence | Pence       |  | 56,69 % | 56,69 % |
| Kaine | Kaine       |  | 42,19 % | 42,19 % |
| Warrenová | Warrenová   |  | 0,37 %  | 0,37 %  |
| Cantwellová | Cantwellová |  | 0,19 %  | 0,19 %  |
| Collinsová | Collinsová  |  | 0,19 %  | 0,19 %  |
| Fiorinová | Fiorinová   |  | 0,19 %  | 0,19 %  |
| LaDukeová | LaDukeová   |  | 0,19 %  | 0,19 %  |

### Výsledky dle jednotlivých států
Většina států přiděluje hlasy volitelů metodou "vítěz bere vše", kdy kandidát s nejvíce hlasy v daném státě získává všechny volitele daného státu. Výjimkou jsou státy Maine a Nebraska, které přidělují celostátnímu vítězi dva hlasy a jeden hlas vítězi v konkrétním kongresového volebního obvodu.
| Ve státě vyhrála Clintonová | Ve státě vyhrál Trump |

| Stát (nebo volební obvod)            | Hillary Clintonová (Demokraté) | Hillary Clintonová (Demokraté) | Hillary Clintonová (Demokraté) | Donald Trump (Republikáni) | Donald Trump (Republikáni) | Donald Trump (Republikáni) | Gary Johnson (Libertariáni) | Gary Johnson (Libertariáni) | Gary Johnson (Libertariáni) | Jill Stein (Zelení)  | Jill Stein (Zelení)  | Jill Stein (Zelení)  | Evan McMullin (Nezávislí) | Evan McMullin (Nezávislí) | Evan McMullin (Nezávislí) | Ostatní   | Ostatní | Ostatní  | Rozdíl prvního a druhého | Rozdíl prvního a druhého | Celkem hlasů | Zdroj           |
| Stát (nebo volební obvod)            | Hlasů                          | %                              | Volitelů                       | Hlasů                      | %                          | Volitelů                   | Hlasů                       | %                           | Volitelů                    | Hlasů                | %                    | Volitelů             | Hlasů                     | %                         | Volitelů                  | Hlasů     | %       | Volitelů | Hlasů                    | %                        | Celkem hlasů | Zdroj           |
| ------------------------------------ | ------------------------------ | ------------------------------ | ------------------------------ | -------------------------- | -------------------------- | -------------------------- | --------------------------- | --------------------------- | --------------------------- | -------------------- | -------------------- | -------------------- | ------------------------- | ------------------------- | ------------------------- | --------- | ------- | -------- | ------------------------ | ------------------------ | ------------ | --------------- |
| Alabama                              | 729 547                        | 34,36 %                        | –                              | 1 318 255                  | 62,08 %                    | 9                          | 44 467                      | 2,09 %                      | –                           | 9 391                | 0,44 %               | –                    | –                         | –                         | –                         | 21 712    | 1,02 %  | –        | 588 708                  | 27,73 %                  | 2 123 372    | [ 99 ]          |
| Aljaška                              | 116 454                        | 36,55 %                        | –                              | 163 387                    | 51,28 %                    | 3                          | 18 725                      | 5,88 %                      | –                           | 5 735                | 1,80 %               | –                    | –                         | –                         | –                         | 14 307    | 4,49 %  | –        | 46 933                   | 14,73 %                  | 318 608      | [ 100 ]         |
| Arizona                              | 1 161 167                      | 45,13 %                        | –                              | 1 252 401                  | 48,67 %                    | 11                         | 106 327                     | 4,13 %                      | –                           | 34 345               | 1,33 %               | –                    | 17 449                    | 0,68 %                    | –                         | 1 476     | 0,06 %  | –        | 91 234                   | 3,55 %                   | 2 573 165    | [ 101 ]         |
| Arkansas                             | 380 494                        | 33,65 %                        | –                              | 684 872                    | 60,57 %                    | 6                          | 29 949                      | 2,64 %                      | –                           | 9 473                | 0,84 %               | –                    | 13 176                    | 1,17 %                    | –                         | 12 712    | 1,12 %  | –        | 304 378                  | 26,92 %                  | 1 130 676    | [ 102 ]         |
| Colorado                             | 1 338 870                      | 48,16 %                        | 9                              | 1 202 484                  | 43,25 %                    | –                          | 144 121                     | 5,18 %                      | –                           | 38 437               | 1,38 %               | –                    | 28 917                    | 1,04 %                    | –                         | 27 418    | 0,99 %  | –        | −136 386                 | −4,91 %                  | 2 780 247    | [ 103 ]         |
| Connecticut                          | 897 572                        | 54,57 %                        | 7                              | 673 215                    | 40,93 %                    | –                          | 48 676                      | 2,96 %                      | –                           | 22 841               | 1,39 %               | –                    | 2 108                     | 0,13 %                    | –                         | 508       | 0,03 %  | –        | −224 357                 | −13,64 %                 | 1 644 920    | [ 104 ]         |
| Severní Dakota                       | 93 758                         | 27,23 %                        | –                              | 216 794                    | 62,96 %                    | 3                          | 21 434                      | 6,22 %                      | –                           | 3 780                | 1,10 %               | –                    | –                         | –                         | –                         | 8 594     | 2,49 %  | –        | 123 036                  | 35,73 %                  | 344 360      | [ 105 ]         |
| Jižní Dakota                         | 117 458                        | 31,74 %                        | –                              | 227 721                    | 61,53 %                    | 3                          | 20 850                      | 5,63 %                      | –                           | –                    | –                    | –                    | –                         | –                         | –                         | 4 064     | 1,10 %  | –        | 110 263                  | 29,79 %                  | 370 093      | [ 106 ]         |
| Delaware                             | 235 603                        | 53,09 %                        | 3                              | 185 127                    | 41,72 %                    | –                          | 14 757                      | 3,32 %                      | –                           | 6 103                | 1,37 %               | –                    | 706                       | 0,16 %                    | –                         | 1 518     | 0,34 %  | –        | −50 476                  | −11,37 %                 | 443 814      | [ 107 ] [ 108 ] |
| District of Columbia                 | 282 830                        | 90,48 %                        | 3                              | 12 723                     | 4,07 %                     | –                          | 4 906                       | 1,57 %                      | –                           | 4 258                | 1,36 %               | –                    | –                         | –                         | –                         | 6 551     | 2,52 %  | –        | −270 107                 | −86,78 %                 | 311 268      | [ 109 ]         |
| Florida                              | 4 504 975                      | 47,82 %                        | –                              | 4 617 886                  | 49,02 %                    | 29                         | 207 043                     | 2,20 %                      | –                           | 64 399               | 0,68 %               | –                    | –                         | –                         | –                         | 25 736    | 0,28 %  | –        | 112 911                  | 1,20 %                   | 9 420 039    | [ 110 ]         |
| Georgie                              | 1 877 963                      | 45,64 %                        | –                              | 2 089 104                  | 50,77 %                    | 16                         | 125 306                     | 3,05 %                      | –                           | 7 674                | 0,19 %               | –                    | 13 017                    | 0,32 %                    | –                         | 1 668     | 0,04 %  | –        | 211 141                  | 5,13 %                   | 4 114 732    | [ 111 ] [ 112 ] |
| Havaj                                | 266 891                        | 62,22 %                        | 3                              | 128 847                    | 30,03 %                    | –                          | 15 954                      | 3,72 %                      | –                           | 12 737               | 2,97 %               | –                    | –                         | –                         | –                         | 4 508     | 1,05 %  | 1        | −138 044                 | −32,18 %                 | 428 937      | [ 113 ]         |
| Idaho                                | 189 765                        | 27,49 %                        | –                              | 409 055                    | 59,26 %                    | 4                          | 28 331                      | 4,10 %                      | –                           | 8 496                | 1,23 %               | –                    | 46 476                    | 6,73 %                    | –                         | 8 132     | 1,18 %  | –        | 219 290                  | 31,77 %                  | 690 255      | [ 114 ]         |
| Illinois                             | 3 090 729                      | 55,83 %                        | 20                             | 2 146 015                  | 38,76 %                    | –                          | 209 596                     | 3,79 %                      | –                           | 76 802               | 1,39 %               | –                    | 11 655                    | 0,21 %                    | –                         | 1 627     | 0,03 %  | –        | −944 714                 | −17,06 %                 | 5 536 424    | [ 115 ]         |
| Indiana                              | 1 033 126                      | 37,91 %                        | –                              | 1 557 286                  | 56,82 %                    | 11                         | 133 993                     | 4,89 %                      | –                           | 7 841                | 0,27 %               | –                    | –                         | –                         | –                         | 2 712     | 0,10 %  | –        | 524 160                  | 19,17 %                  | 2 734 958    | [ 116 ]         |
| Iowa                                 | 653 669                        | 41,74 %                        | –                              | 800 983                    | 51,15 %                    | 6                          | 59 186                      | 3,78 %                      | –                           | 11 479               | 0,73 %               | –                    | 12 366                    | 0,79 %                    | –                         | 28 348    | 1,81 %  | –        | 147 314                  | 9,41 %                   | 1 566 031    | [ 117 ]         |
| Kalifornie                           | 8 753 788                      | 61,73 %                        | 55                             | 4 483 810                  | 31,62 %                    | –                          | 478 500                     | 3,37 %                      | –                           | 278 657              | 1,96 %               | –                    | 39 596                    | 0,28 %                    | –                         | 147 244   | 1,04 %  | –        | −4 269 978               | −30,11 %                 | 14 181 595   | [ 118 ]         |
| Kansas                               | 427 005                        | 36,05 %                        | –                              | 671 018                    | 56,65 %                    | 6                          | 55 406                      | 4,68 %                      | –                           | 23 506               | 1,98 %               | –                    | 6 520                     | 0,55 %                    | –                         | 947       | 0,08 %  | –        | 244 013                  | 20,60 %                  | 1 184 402    | [ 119 ]         |
| Severní Karolína                     | 2 189 316                      | 46,17 %                        | –                              | 2 362 631                  | 49,83 %                    | 15                         | 130 126                     | 2,74 %                      | –                           | 12 105               | 0,26 %               | –                    | –                         | –                         | –                         | 47 386    | 1,00 %  | –        | 173 315                  | 3,66 %                   | 4 741 564    | [ 120 ]         |
| Jižní Karolína                       | 855 373                        | 40,67 %                        | –                              | 1 155 389                  | 54,94 %                    | 9                          | 49 204                      | 2,34 %                      | –                           | 13 034               | 0,62 %               | –                    | 21 016                    | 1,00 %                    | –                         | 9 011     | 0,43 %  | –        | 300 016                  | 14,27 %                  | 2 103 027    | [ 121 ]         |
| Kentucky                             | 628 854                        | 32,68 %                        | –                              | 1 202 971                  | 62,52 %                    | 8                          | 53 752                      | 2,79 %                      | –                           | 13 913               | 0,72 %               | –                    | 22 780                    | 1,18 %                    | –                         | 1 879     | 0,10 %  | –        | 574 177                  | 29,84 %                  | 1 924 149    | [ 122 ]         |
| Louisiana                            | 780 154                        | 38,45 %                        | –                              | 1 178 638                  | 58,09 %                    | 8                          | 37 978                      | 1,87 %                      | –                           | 14 031               | 0,69 %               | –                    | 8 547                     | 0,42 %                    | –                         | 9 684     | 0,48 %  | –        | 398 484                  | 19,64 %                  | 2 029 032    | [ 123 ]         |
| Maine (celostátně)                   | 357 735                        | 47,83 %                        | 2                              | 335 593                    | 44,87 %                    | –                          | 38 105                      | 5,09 %                      | –                           | 14 251               | 1,91 %               | –                    | 1 887                     | 0,25 %                    | –                         | 356       | 0,05 %  | –        | −22 142                  | −2,96 %                  | 747 927      | [ 124 ] [ 125 ] |
| Maine 1. kongresový volební obvod    | 212 774                        | 53,96 %                        | 1                              | 154 384                    | 39,15 %                    | –                          | 18 592                      | 4,71 %                      | –                           | 7 563                | 1,92 %               | –                    | 807                       | 0,20 %                    | –                         | 209       | 0,05 %  | –        | −58 390                  | −14,81 %                 | 394 329      | [ 124 ] [ 125 ] |
| Maine 2. kongresový volební obvod    | 144 817                        | 40,98 %                        | –                              | 181 177                    | 51,26 %                    | 1                          | 19 510                      | 5,52 %                      | –                           | 6 685                | 1,89 %               | –                    | 1 080                     | 0,31 %                    | –                         | 147       | 0,04 %  | –        | 36 360                   | 10,29 %                  | 353 416      | [ 124 ] [ 125 ] |
| Maryland                             | 1 677 928                      | 60,33 %                        | 10                             | 943 169                    | 33,91 %                    | –                          | 79 605                      | 2,86 %                      | –                           | 35 945               | 1,29 %               | –                    | 9 630                     | 0,35 %                    | –                         | 35 169    | 1,26 %  | –        | −734 759                 | −26,42 %                 | 2 781 446    | [ 126 ]         |
| Massachusetts                        | 1 995 196                      | 60,01 %                        | 11                             | 1 090 893                  | 32,81 %                    | –                          | 138 018                     | 4,15 %                      | –                           | 47 661               | 1,43 %               | –                    | 2 719                     | 0,08 %                    | –                         | 50 559    | 1,52 %  | –        | −904 303                 | −27,20 %                 | 3 325 046    | [ 127 ]         |
| Michigan                             | 2 268 839                      | 47,27 %                        | –                              | 2 279 543                  | 47,50 %                    | 16                         | 172 136                     | 3,59 %                      | –                           | 51 463               | 1,07 %               | –                    | 8 177                     | 0,17 %                    | –                         | 19 126    | 0,40 %  | –        | 10 704                   | 0,23 %                   | 4 799 284    | [ 128 ]         |
| Minnesota                            | 1 367 716                      | 46,44 %                        | 10                             | 1 322 951                  | 44,92 %                    | –                          | 112 972                     | 3,84 %                      | –                           | 36 985               | 1,26 %               | –                    | 53 076                    | 1,80 %                    | –                         | 51 113    | 1,74 %  | –        | −44 765                  | −1,52 %                  | 2 944 813    | [ 129 ]         |
| Mississippi                          | 485 131                        | 40,11 %                        | –                              | 700 714                    | 57,94 %                    | 6                          | 14 435                      | 1,19 %                      | –                           | 3 731                | 0,31 %               | –                    | –                         | –                         | –                         | 5 346     | 0,44 %  | –        | 215 583                  | 17,83 %                  | 1 209 357    | [ 130 ]         |
| Missouri                             | 1 071 068                      | 38,14 %                        | –                              | 1 594 511                  | 56,77 %                    | 10                         | 97 359                      | 3,47 %                      | –                           | 25 419               | 0,91 %               | –                    | 7 071                     | 0,25 %                    | –                         | 13 177    | 0,47 %  | –        | 523 443                  | 18,64 %                  | 2 808 605    | [ 131 ]         |
| Montana                              | 177 709                        | 35,75 %                        | –                              | 279 240                    | 56,17 %                    | 3                          | 28 037                      | 5,64 %                      | –                           | 7 970                | 1,60 %               | –                    | 2 297                     | 0,46 %                    | –                         | 1 894     | 0,38 %  | –        | 101 531                  | 20,42 %                  | 497 147      | [ 132 ] [ 133 ] |
| Nebraska (celostátně)                | 284 494                        | 33,70 %                        | –                              | 495 961                    | 58,75 %                    | 2                          | 38 946                      | 4,61 %                      | –                           | 8 775                | 1,04 %               | –                    | –                         | –                         | –                         | 16 051    | 1,90 %  | –        | 211 467                  | 25,05 %                  | 844 227      | [ 134 ]         |
| Nebraska 1. kongresový volební obvod | 100 132                        | 35,46 %                        | –                              | 158 642                    | 56,18 %                    | 1                          | 14 033                      | 4,97 %                      | –                           | 3 374                | 1,19 %               | –                    | –                         | –                         | –                         | 6 181     | 2,19 %  | –        | 58 500                   | 20,72 %                  | 282 338      | [ 134 ]         |
| Nebraska 2. kongresový volební obvod | 131 030                        | 44,92 %                        | –                              | 137 564                    | 47,16 %                    | 1                          | 13 245                      | 4,54 %                      | –                           | 3 347                | 1,15 %               | –                    | –                         | –                         | –                         | 6 494     | 2,23 %  | –        | 6 534                    | 2,24 %                   | 291 680      | [ 134 ]         |
| Nebraska 3. kongresový volební obvod | 53 332                         | 19,73 %                        | –                              | 199 755                    | 73,92 %                    | 1                          | 11 668                      | 4,32 %                      | –                           | 2 054                | 0,76 %               | –                    | –                         | –                         | –                         | 3 451     | 1,28 %  | –        | 146 367                  | 54,19 %                  | 270 109      | [ 134 ]         |
| Nevada                               | 539 260                        | 47,92 %                        | 6                              | 512 058                    | 45,50 %                    | –                          | 37 384                      | 3,29 %                      | –                           | –                    | –                    | –                    | –                         | –                         | –                         | 36 683    | 3,23 %  | –        | −27 202                  | −2,42 %                  | 1 125 385    | [ 135 ]         |
| New Hampshire                        | 348 526                        | 46,98 %                        | 4                              | 345 790                    | 46,61 %                    | –                          | 30 777                      | 4,15 %                      | –                           | 6 496                | 0,88 %               | –                    | 1 064                     | 0,14 %                    | –                         | 11 643    | 1,24 %  | –        | −2 736                   | −0,37 %                  | 744 296      | [ 136 ]         |
| New Jersey                           | 2 148 278                      | 55,45 %                        | 14                             | 1 601 933                  | 41,35 %                    | –                          | 72 477                      | 1,87 %                      | –                           | 37 772               | 0,98 %               | –                    | –                         | –                         | –                         | 13 586    | 0,35 %  | –        | −546 345                 | −14,10 %                 | 3 874 046    | [ 137 ]         |
| Nové Mexiko                          | 385 234                        | 48,26 %                        | 5                              | 319 667                    | 40,04 %                    | –                          | 74 541                      | 9,34 %                      | –                           | 9 879                | 1,24 %               | –                    | 5 825                     | 0,73 %                    | –                         | 3 173     | 0,40 %  | –        | −65 567                  | −8,21 %                  | 798 319      | [ 138 ]         |
| New York                             | 4 556 124                      | 59,01 %                        | 29                             | 2 819 534                  | 36,52 %                    | –                          | 176 598                     | 2,29 %                      | –                           | 107 934              | 1,40 %               | –                    | 10 373                    | 0,13 %                    | –                         | 50 890    | 0,66 %  | –        | −1 736 590               | −22,49 %                 | 7 721 453    | [ 139 ]         |
| Ohio                                 | 2 394 164                      | 43,56 %                        | –                              | 2 841 005                  | 51,69 %                    | 18                         | 174 498                     | 3,17 %                      | –                           | 46 271               | 0,84 %               | –                    | 12 574                    | 0,23 %                    | –                         | 27 975    | 0,51 %  | –        | 446 841                  | 8,13 %                   | 5 496 487    | [ 140 ]         |
| Oklahoma                             | 420 375                        | 28,93 %                        | –                              | 949 136                    | 65,32 %                    | 7                          | 83 481                      | 5,75 %                      | –                           | –                    | –                    | –                    | –                         | –                         | –                         | –         | –       | –        | 528 761                  | 37,08 %                  | 1 452 992    | [ 141 ]         |
| Oregon                               | 1 002 106                      | 50,07 %                        | 7                              | 782 403                    | 39,09 %                    | –                          | 94 231                      | 4,71 %                      | –                           | 50 002               | 2,50 %               | –                    | –                         | –                         | –                         | 72 594    | 3,63 %  | –        | −219 703                 | −10,98 %                 | 2 001 336    | [ 142 ]         |
| Pensylvánie                          | 2 926 441                      | 47,46 %                        | –                              | 2 970 733                  | 48,18 %                    | 20                         | 146 715                     | 2,38 %                      | –                           | 49 941               | 0,81 %               | –                    | 6 472                     | 0,11 %                    | –                         | 65 176    | 1,06 %  | –        | 44 292                   | 0,72 %                   | 6 165 478    | [ 143 ]         |
| Rhode Island                         | 252 525                        | 54,41 %                        | 4                              | 180 543                    | 38,90 %                    | –                          | 14 746                      | 3,18 %                      | –                           | 6 220                | 1,34 %               | –                    | 516                       | 0,11 %                    | –                         | 9 594     | 2,07 %  | –        | −71 982                  | −15,51 %                 | 464 144      | [ 144 ]         |
| Tennessee                            | 870 695                        | 34,72 %                        | –                              | 1 522 925                  | 60,72 %                    | 11                         | 70 397                      | 2,81 %                      | –                           | 15 993               | 0,64 %               | –                    | 11 991                    | 0,48 %                    | –                         | 16 026    | 0,64 %  | –        | 652 230                  | 26,01 %                  | 2 508 027    | [ 145 ]         |
| Texas                                | 3 877 868                      | 43,24 %                        | –                              | 4 685 047                  | 52,23 %                    | 36                         | 283 492                     | 3,16 %                      | –                           | 71 558               | 0,80 %               | –                    | 42 366                    | 0,47 %                    | –                         | 8 895     | 0,10 %  | 2        | 807 179                  | 8,99 %                   | 8 969 226    | [ 146 ]         |
| Utah                                 | 310 676                        | 27,46 %                        | –                              | 515 231                    | 45,54 %                    | 6                          | 39 608                      | 3,50 %                      | –                           | 9 438                | 0,83 %               | –                    | 243 690                   | 21,54 %                   | –                         | 12 787    | 1,13 %  | –        | 204 555                  | 18,08 %                  | 1 131 430    | [ 147 ]         |
| Vermont                              | 178 573                        | 56,68 %                        | 3                              | 95 369                     | 30,27 %                    | –                          | 10 078                      | 3,20 %                      | –                           | 6 758                | 2,14 %               | –                    | 639                       | 0,20 %                    | –                         | 23 650    | 7,51 %  | –        | −83 204                  | −26,41 %                 | 315 067      | [ 148 ]         |
| Virginie                             | 1 981 473                      | 49,73 %                        | 13                             | 1 769 443                  | 44,41 %                    | –                          | 118 274                     | 2,97 %                      | –                           | 27 638               | 0,69 %               | –                    | 54 054                    | 1,36 %                    | –                         | 33 749    | 0,85 %  | –        | −212 030                 | −5,32 %                  | 3 984 631    | [ 149 ]         |
| Washington                           | 1 742 718                      | 52,54 %                        | 8                              | 1 221 747                  | 36,83 %                    | –                          | 160 879                     | 4,85 %                      | –                           | 58 417               | 1,76 %               | –                    | –                         | –                         | –                         | 133 258   | 4,02 %  | 4        | −520 971                 | −15,71 %                 | 3 317 019    | [ 150 ]         |
| Západní Virginie                     | 188 794                        | 26,43 %                        | –                              | 489 371                    | 68,50 %                    | 5                          | 23 004                      | 3,22 %                      | –                           | 8 075                | 1,13 %               | –                    | 1 104                     | 0,15 %                    | –                         | 4 075     | 0,57 %  | –        | 300 577                  | 42,07 %                  | 714 423      | [ 151 ]         |
| Wisconsin                            | 1 382 536                      | 46,45 %                        | –                              | 1 405 284                  | 47,22 %                    | 10                         | 106 674                     | 3,58 %                      | –                           | 31 072               | 1,04 %               | –                    | 11 855                    | 0,40 %                    | –                         | 38 729    | 1,30 %  | –        | 22 748                   | 0,77 %                   | 2 976 150    | [ 152 ]         |
| Wyoming                              | 55 973                         | 21,63 %                        | –                              | 174 419                    | 67,40 %                    | 3                          | 13 287                      | 5,13 %                      | –                           | 2 515                | 0,97 %               | –                    | –                         | –                         | –                         | 9 655     | 3,73 %  | –        | 118 446                  | 46,30 %                  | 255 849      | [ 153 ]         |
| Celkem                               | 65 853 516                     | 48,18 %                        | 227                            | 62 984 825                 | 46,09 %                    | 304                        | 4 489 221                   | 3,28 %                      | –                           | 1 457 216            | 1,07 %               | –                    | 731 788                   | 0,54 %                    | –                         | 1 152 671 | 0,84 %  | 7        | −2 868 691               | −2,10 %                  | 136 669 237  | Zdroj           |
|                                      | Hillary Clintonová Demokraté   | Hillary Clintonová Demokraté   | Hillary Clintonová Demokraté   | Donald Trump Republikáni   | Donald Trump Republikáni   | Donald Trump Republikáni   | Gary Johnson Libertariáni   | Gary Johnson Libertariáni   | Gary Johnson Libertariáni   | Jill Steinová Zelení | Jill Steinová Zelení | Jill Steinová Zelení | Evan McMullin Nezávislí   | Evan McMullin Nezávislí   | Evan McMullin Nezávislí   | Ostatní   | Ostatní | Ostatní  | Rozdíl prvního a druhého | Rozdíl prvního a druhého | Total votes  | Zdroj           |

Zdroj výsledků je The New York Times.

### Swing states

Posun výsledků pro vítězného kandidátě v jednotlivých státech vzhledem k volbám v roce 2012.
Pozn. Výrazný posun v případě Utahu je zapříčiněn hlasy pro nezávislého kandidáta Evana McMullina v roce 2016 a kandidaturou Mitta Romneyho původem z Utahu v roce 2012.

Tzv. swing states tedy nerozhodné státy je označení pro státy USA, které mají tradičně vyrovnanou podporu obyvatelstva ve volbě politických zástupců rozloženou mezi demokratickou a republikánskou stranou. Výsledek v těchto státech často určuje výsledek celých voleb. V roce 2016 se většina klíčových států těsně přiklonila na stranu Donalda Trumpa.
Státy ve kterých byl rozdíl vítěze a poraženého menší než jedno procento hlasujících (celkem 50 hlasů volitelů; 46 získal Trump, 4 získala Clintonová):
1. Michigan, 0,23 % – 16 volitelů
2. New Hampshire, 0,37 % – 4 volitelé
3. Pensylvánie, 0,72 % – 20 volitelů
4. Wisconsin, 0,77 % – 10 volitelů

Státy ve kterých byl rozdíl vítěze a poraženého mezi jedním a pěti procenty hlasujících (celkem 83 hlasů volitelů; 56 získal Trump, 27 získala Clintonová):
1. Florida, 1,20 % – 29 volitelů
2. Minnesota, 1,52 % – 10 volitelů
3. Nebraska - druhý kongresový volební obvod, 2,24 % – 1 volitel
4. Nevada, 2,42 % – 6 volitelů
5. Maine, 2,96 % – 2 volitelé
6. Arizona, 3,55 % – 11 volitelů
7. Severní Karolína, 3,66 % – 15 volitelů
8. Colorado, 4,91 % – 9 volitelů

Státy ve kterých byl rozdíl vítěze a poraženého mezi pěti a deseti procenty hlasujících (celkem 94 hlasů volitelů; 76 získal Trump, 18 získala Clintonová):
1. Georgie, 5,16 % – 16 volitelů
2. Virginie, 5,32 % – 13 volitelů
3. Ohio, 8,13 % – 18 volitelů
4. Nové Mexiko, 8,21 % – 5 volitelů
5. Texas, 8,99 % – 36 volitelů
6. Iowa, 9,41 % – 6 volitelů

### Mapy volebních výsledků

Výsledky dle států vč. proporciálního poměru hl. kandidátů
Výsledky dle okresů Clintonová 80–90 %     Clintonová 70–80 %     Clintonová 60–70 %     Clintonová 50–60 %     Clintonová 40-50 %     Clintonová  <40 %     Trump  <40 %     Trump 40–50 %     Trump 50–60 %     Trump 60–70 %     Trump 70–80 %     Trump 80–90 %     Trump  >90 %
Výsledky dle kongresových volebních obvodů Clintonová   >90 %     Clintonová 80–90 %     Clintonová 70–80 %     Clintonová 60–70 %     Clintonová 50–60 %     Clintonová 40–50 %     Trump 30–40 %     Trump 40–50 %     Trump 50–60 %     Trump 60–70 %     Trump 70–80 %     Trump 80–90 %

### Demografie voličů
| Celkových hlasů                                   | 48 % | 46 % | 6 %  | 100 % |
| Dle politické ideologie                           |      |      |      |       |
| Liberální                                         | 84 % | 10 % | 6 %  | 26 %  |
| Umírnění                                          | 52 % | 41 % | 7 %  | 39 %  |
| Konzervativní                                     | 15 % | 81 % | 4 %  | 35 %  |
| Politická příchylnost                             |      |      |      |       |
| Demokraté                                         | 89 % | 9 %  | 2 %  | 37 %  |
| Republikáni                                       | 7 %  | 90 % | 3 %  | 33 %  |
| Nezávislí                                         | 41 % | 47 % | 12 % | 31 %  |
| Politické strany a pohlaví                        |      |      |      |       |
| Demockratičtí muži                                | 87 % | 10 % | 3 %  | 14 %  |
| Demockratické ženy                                | 90 % | 8 %  | 2 %  | 23 %  |
| Republikánští muži                                | 6 %  | 90 % | 4 %  | 17 %  |
| Republikánské ženy                                | 9 %  | 89 % | 2 %  | 16 %  |
| Nezávislí muži                                    | 37 % | 51 % | 12 % | 17 %  |
| Nezávislé ženy                                    | 47 % | 43 % | 10 % | 14 %  |
| Pohlaví                                           |      |      |      |       |
| Muži                                              | 41 % | 52 % | 7 %  | 47 %  |
| Ženy                                              | 54 % | 41 % | 5 %  | 53 %  |
| Manželský stav                                    |      |      |      |       |
| V manželství                                      | 44 % | 52 % | 4 %  | 59 %  |
| Svobodní                                          | 55 % | 37 % | 8 %  | 41 %  |
| Pohlaví a manželský stav                          |      |      |      |       |
| Ženatí muži                                       | 37 % | 58 % | 5 %  | 29 %  |
| Vdané ženy                                        | 49 % | 47 % | 4 %  | 30 %  |
| Svobodní muži                                     | 46 % | 45 % | 9 %  | 19 %  |
| Svobodné ženy                                     | 62 % | 33 % | 5 %  | 23 %  |
| Rasa (národnost)                                  |      |      |      |       |
| Bílí Američané                                    | 37 % | 58 % | 5 %  | 70 %  |
| Afroameričané                                     | 88 % | 8 %  | 4 %  | 12 %  |
| Asijští Američané                                 | 65 % | 29 % | 6 %  | 4 %   |
| Ostatní                                           | 56 % | 37 % | 7 %  | 3 %   |
| Američané hispánského a latinskoamerického původu | 65 % | 29 % | 6 %  | 11 %  |
| Pohlaví a rasa (národnost)                        |      |      |      |       |
| Bílí muži                                         | 31 % | 63 % | 5 %  | 34 %  |
| Bílé ženy                                         | 43 % | 53 % | 3 %  | 37 %  |
| Afroameričtí muži                                 | 80 % | 13 % | 6 %  | 5 %   |
| Afroamerické ženy                                 | 94 % | 4 %  | 2 %  | 7 %   |
| Latino-američtí muži                              | 62 % | 33 % | 4 %  | 5 %   |
| Latino-americké ženy                              | 68 % | 26 % | 5 %  | 6 %   |
| Jiné další rasy (národnosti)                      | 61 % | 32 % | 5 %  | 6 %   |
| Náboženství                                       |      |      |      |       |
| Protestanti                                       | 37 % | 60 % | 3 %  | 27 %  |
| Katolíci                                          | 45 % | 52 % | 3 %  | 23 %  |
| Mormoni                                           | 25 % | 61 % | 14 % | 1 %   |
| Jiní křesťané                                     | 43 % | 55 % | 2 %  | 24 %  |
| Američtí Židé                                     | 71 % | 24 % | 5 %  | 3 %   |
| Jiná vyznání                                      | 58 % | 33 % | 9 %  | 7 %   |
| Bez vyznání                                       | 68 % | 26 % | 6 %  | 15 %  |
| Věk                                               |      |      |      |       |
| 18–24 let                                         | 56 % | 35 % | 9 %  | 10 %  |
| 25–29 let                                         | 53 % | 39 % | 8 %  | 9 %   |
| 30–39 let                                         | 51 % | 40 % | 9 %  | 17 %  |
| 40–49 let                                         | 46 % | 50 % | 4 %  | 19 %  |
| 50–64 let                                         | 44 % | 53 % | 3 %  | 30 %  |
| 65 nebo starší                                    | 45 % | 53 % | 2 %  | 15 %  |
| Sexuální orientace                                |      |      |      |       |
| Heterosexuální                                    | 47 % | 48 % | 5 %  | 95 %  |
| LGBT                                              | 78 % | 14 % | 8 %  | 5 %   |
| Prvovoliči vs. ostatní                            |      |      |      |       |
| Prvovoliči                                        | 56 % | 40 % | 4 %  | 10 %  |
| Ostatní voliči                                    | 47 % | 47 % | 6 %  | 90 %  |
| Vzdělání                                          |      |      |      |       |
| Středoškolské nebo nižší                          | 45 % | 51 % | 4 %  | 18 %  |
| Vysokoškolské – vyšší (nebo obdobné)              | 43 % | 52 % | 5 %  | 32 %  |
| Vysokoškolské – bakalářské (nebo obdobné)         | 49 % | 45 % | 6 %  | 32 %  |
| Vysokoškolské – magisterské (nebo obdobné)        | 58 % | 37 % | 5 %  | 18 %  |
| Vzdělání dle rasy a pohlaví                       |      |      |      |       |
| Bílé ženy s vysokoškolským vzděláním              | 51 % | 44 % | 5 %  | 20 %  |
| Bílí muži s vysokoškolským vzděláním              | 39 % | 53 % | 8 %  | 17 %  |
| Bílé ženy bez vysokoškolského vzdělání            | 34 % | 61 % | 5 %  | 17 %  |
| Bílí muži bez vysokoškolského vzdělání            | 23 % | 71 % | 6 %  | 16 %  |
| Ostatní                                           | 74 % | 21 % | 5 %  | 29 %  |
| Roční příjem domácnosti                           |      |      |      |       |
| Méně jak $30 000                                  | 53 % | 41 % | 6 %  | 17 %  |
| $30 000 až 49 999                                 | 51 % | 42 % | 7 %  | 19 %  |
| $50 000 až 99 999                                 | 46 % | 50 % | 4 %  | 31 %  |
| $100 000 až 199 999                               | 47 % | 48 % | 5 %  | 24 %  |
| $200 000 až 249 999                               | 48 % | 49 % | 3 %  | 4 %   |
| Více než $250 000                                 | 46 % | 48 % | 6 %  | 6 %   |
| Dle klíčových témat                               |      |      |      |       |
| Mezinárodní politika                              | 60 % | 34 % | 6 %  | 13 %  |
| Imigrace                                          | 32 % | 64 % | 4 %  | 13 %  |
| Ekonomika                                         | 52 % | 42 % | 6 %  | 52 %  |
| Terorismus                                        | 39 % | 57 % | 4 %  | 18 %  |
| Region USA                                        |      |      |      |       |
| Severovýchod USA                                  | 55 % | 40 % | 5 %  | 19 %  |
| Středozápad USA                                   | 45 % | 49 % | 6 %  | 23 %  |
| Jih USA                                           | 44 % | 52 % | 4 %  | 37 %  |
| Západ USA                                         | 55 % | 39 % | 6 %  | 21 %  |
| Velikost sídla                                    |      |      |      |       |
| Města (více než 50 000 obyvatel)                  | 59 % | 35 % | 6 %  | 34 %  |
| Předměstí                                         | 45 % | 50 % | 5 %  | 49 %  |
| Venkovské oblasti                                 | 34 % | 62 % | 4 %  | 17 %  |